# الفاتيكان
مدينة الفاتيكان (بالإيطالية: Città del Vaticano) المعروفة رسميًا باسم دولة مدينة الفاتيكان (بالإيطالية: Stato della Città del Vaticano)، هي أصغر دولة من حيث المساحة في العالم وتأخذ شكل شبه إهليلجي في قلب مدينة روما عاصمة إيطاليا التي تحيط بها من جميع الاتجاهات ويفصلها عنها أسوار خاصة؛ تبلغ مساحة الفاتيكان 0.49 كم مربع ويقارب عدد سكانها 850 نسمة فقط وعليه تعتبر أصغر دولة في العالم من حيث عدد السكان.
ورغم كونها أصغر دول أوروبا والعالم سكانًا ومساحةً فهي تستقي دورها وأهميتها من كونها مركز القيادة الروحية للكنيسة الكاثوليكية في العالم والتي يربو عدد أتباعها على 1.147 مليار نسمة، كذلك من كونها تحفظ في متاحفها و‌أرشيفها مجموعة من أرقى المنتوجات الفنية للجنس البشري على مر العصور، فضلاً عن القضايا السلمية والأخلاقية التي تدافع عنها.
لا تأخذ الفاتيكان بأي لغة على أنها لغتها الرسمية، لكن لغة الكرسي الرسولي الرسمية هي اللاتينية، وتستعمل الإيطالية في الفاتيكان بشكل واسع بحكم الأمر الواقع، كذلك حال اللغة الألمانية؛ وإلى جانب هذه اللغات يعترف الكرسي الرسولي بثمان وثلاثين لغة أبرزها: الإسبانية، الفرنسية، البولندية، البرتغالية، و‌الإنكليزية، وتغطي هذه اللغات نسبة كبيرة من اللغات المنتشرة بين كاثوليك العالم.
ورغم الوجود التاريخي للفاتيكان، فإن هذا الوجود لم يصبح بالشكل المستقل المتعارف عليه اليوم، قبل 7 يونيو سنة 1929 حين تمّ توقيع ثلاث معاهدات في قصر لاتران بين الحكومة الإيطالية التي كانت آنذاك فاشية بقيادة بينيتو موسيليني وممثل البابا بيوس الحادي عشر، الكاردينال بيترو كاسباري، وعرفت هذه الاتفاقيات باسم اتفاقية لاتران؛ نظمت الاتفاقيات الثلاث العلاقة بين الفاتيكان والدولة الإيطالية، ونصت على أن يكون الفاتيكان بحدوده الحالية، جزء مستقل عن الدولة الإيطالية ومدار من قبل البابا.
أيضًا فقد نصت على إدارة الفاتيكان بشكل مباشر لكافة الكنائس والأديرة في مدينة روما، استنادًا على الاعتقاد الكاثوليكي بكون البابا هو أسقف روما المنتخب، وثلاثة وعشرين موقعًا آخر خارج أسوار الفاتيكان وتزيد مساحة هذه المواقع في روما ومحيطها عن مساحة الفاتيكان نفسها؛ وضمنت الاتفاقيات أيضًا مبلغًا سنويًا من المال يدفع إلى الفاتيكان تعويضًا عن الخسائر التي مني بها الكرسي الرسولي إثر قضاء مملكة إيطاليا على الولايات البابوية، التي كانت تمتد من الساحل جنوب روما إلى حدود البندقية شمالاً قاسمة بذلك إيطاليا إلى ثلاث أقسام.
كانت الفترة التي تلت القضاء على الدولة البابوية وحتى توقيع الاتفاقيات فترة من الفوضى القانونية أطلق على البابوات خلالها اسم سجناء روما، لعدم وجود أي تنظيم لحال السيادة الإيطالية وسيادة الكرسي الرسولي، ونظرًا لأهميتها فقد أدرجت هذه الاتفاقيات في الدستور الإيطالي عام 1947.
تعتبر الفاتيكان دولة يديرها الإكليروس، ويرأس هؤلاء البابا أسقف روما المنتخب من قبل مجمع الكرادلة متمتعًا بصلاحيات غير محدودة مدى الحياة؛ بيد أن البابا فعليًا لا يمارس أيًا من صلاحياته على الأمور الإدارية و‌السياسية والقانونية تاركًا تدبير هذه الشؤون لرئيس وزراء دولة الفاتيكان، ومؤسسات الدولة المختلفة. يشغل منصب رئيس الوزراء عادة كاردينال كنسي، معين من قبل البابا.
أدرجت الفاتيكان، على لائحة اليونيسكو كإحدى مواقع التراث العالمي. وهي الدولة الوحيدة المدرجة بكاملها على اللائحة المذكورة، أيضًا فإن الفاتيكان ممثل لدى عديد من المنظمات الدولية كالأمم المتحدة وعدد من وكالاتها منظمة الأغذية العالمية و‌منظمة الصحة العالمية و‌منظمة العمل الدولية إلى جانب منظمات أخرى غير رسمية كالجمعية العالمية للعلوم التاريخية والجمعية العالمية للطب المحايد وغيرها.
النشيد الوطني للفاتيكان هو «السلام البابوي» وقد ألفه الموسيقار الفرنسي شارل جونو خلال القرن التاسع عشر لمناسبة قداس اليوبيل الذهبي لنيل البابا بيوس التاسع سر الكهنوت.

## أصل التسمية
تم استخدام اسم مدينة الفاتيكان لأول مرة في اتفاقية لاتران الموقعة مع مملكة إيطاليا في 11 فبراير 1929، والتي أنشأت الدولة المدينة الحديثة التي سميت على اسم هضبة الفاتيكان، الموقع الجغرافي للدولة داخل العاصمة الإيطالية روما. وقد اشتق اسم البلاد من مستوطنة إتروسكية بشبه الجزيرة الإيطالية تُسمى فاتيكا (باللاتينية: Vatica) أو فاتيكوم (باللاتينية: Vaticum)، وتقع ضمن المنطقة العامة التي أطلق عليها الرومان اسم أغير فاتيكانوس (باللاتينية: Ager Vaticanus)، "الإقليم الفاتيكي".

## الجغرافيا والتضاريس

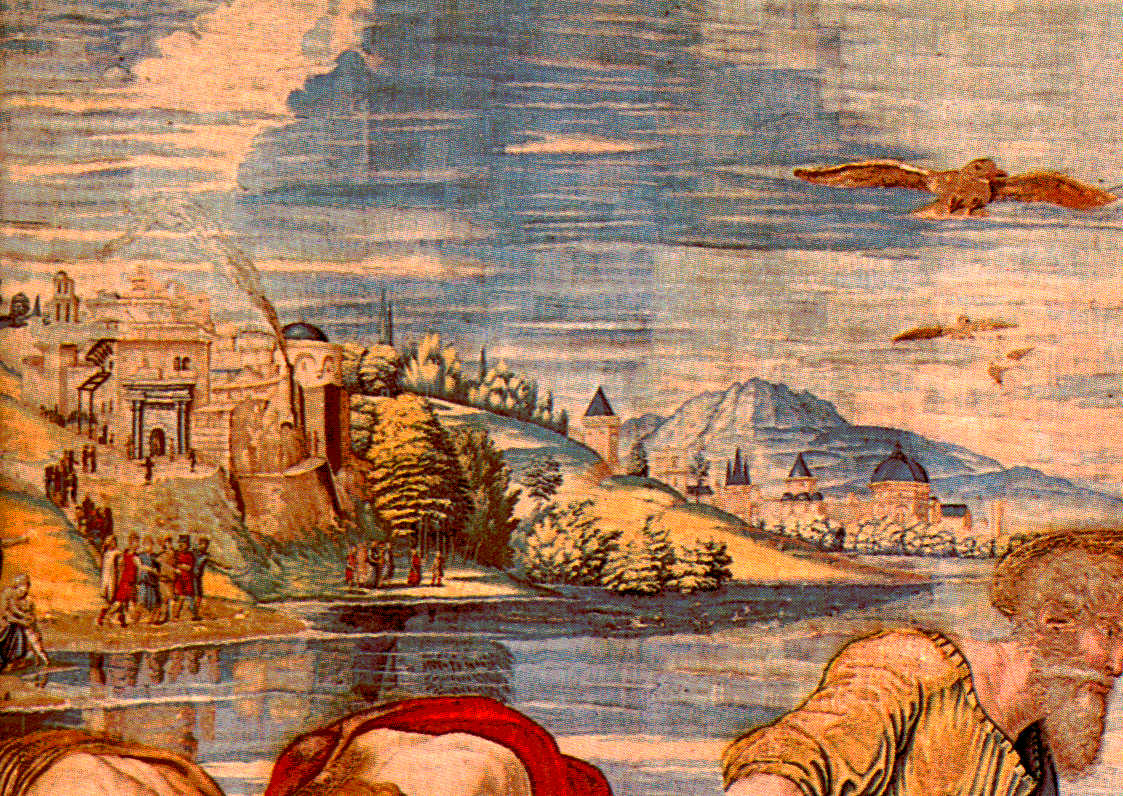
هضبة الفاتيكان، كما كانت تبدو العام 1516 قبل بناء كاتدرائية القديس بطرس.

إن المنطقة التي تعرف اليوم باسم الفاتيكان، كانت في العصور القديمة، خالية من السكان وتشكل جزءًا من الضواحي المنتشرة حول مدينة روما خلف التلال السبعة التقليدية التي تشكل حدود المدينة، على الضفة اليُمنى لنهر التيبر؛ وقد استمدت اسمها من إحدى الهضاب الصغيرة كانت تسمى الفاتيكان؛ ولم تكن هذه الهضبة ضمن قائمة الهضاب السبع التي تنقل التقاليد الإيطالية أنها مهد مدينة روما الحديثة.
بنيت على هضبة الفاتيكان كنيسة صغيرة على اسم القديس بطرس ومن ثم بنيت كاتدرائية القديس بطرس في القرن السادس عشر؛ وعلى الرغم من كون روما المقر الدائم للبابوية إلا أن البابوات قبل القرن الرابع عشر كانوا قد اتخذوا من قصر لاتران في المدينة مركزًا لهم، ولم تتجه الأنظار نحو الفاتيكان إلا في أعقاب الانتهاء من انشقاق أفينيون، حيث انتقل الباباوات ومعهم قيادة الكنيسة إلى الفاتيكان، وشيّد هناك خلال عصر النهضة سلسلة من المباني و‌المتاحف إلى جانب القصر البابوي والحدائق البابوية وعدد من المباني الأخرى.
اكتسبت هضبة الفاتيكان أهميتها، ومن ثم دورها كعاصمة للكنيسة الكاثوليكية، من كون التقاليد المسيحية قد نقلت أن الهضبة كانت الموقع الذي شهد صلب القديس بطرس عام 67 ضمن حملة اضطهادات واسعة قادها الإمبراطور نيرون على المسيحيين، التقليد نفسه نقل أن القديس بطرس قد دفن في قبر صغير أسفل الهضبة؛ هذه التقاليد تمّ تأكيدها من خلال المزار القديم للقديس بطرس الذي كان مقامًا في الهضبة، وحديثًا من خلال البحوث والتنقيبات الأثرية؛ ولا يمكن اليوم رؤية أو الشعور بوجود الهضبة الأصلية إذ شيدت فوقها كاتدرائية القديس بطرس عام 1506 و‌الساحة التي تمتد بشكل إهليلجي أمامها والمسماة على اسم القديس بطرس أيضًا وهي مرصوفة بالحجر الغرانيتي الأسود، غير أنه يمكن ملاحظة الهضبة في الحدائق البابوية إلى الخلف من الكاتدرائية.

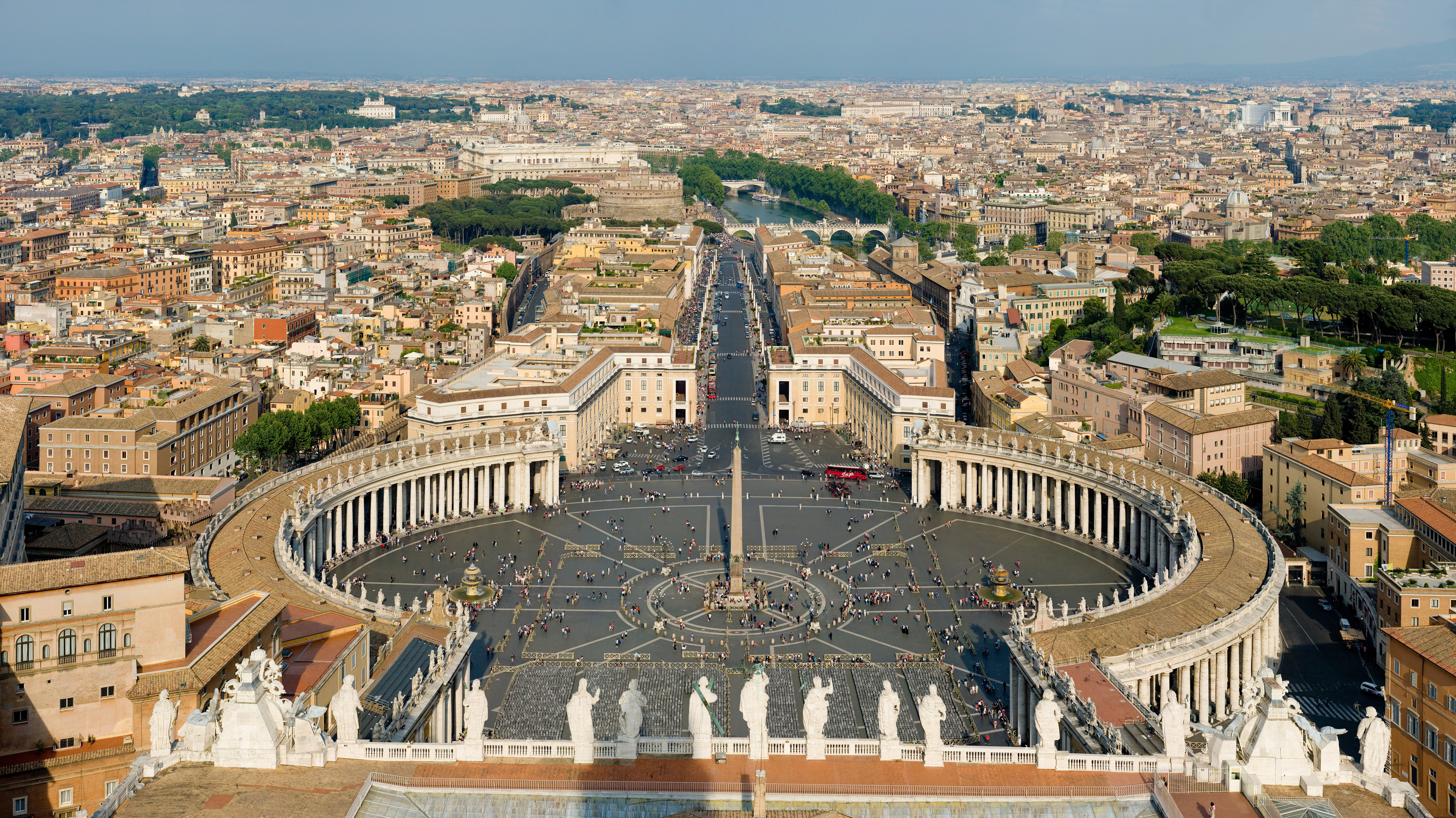
منظر لساحة القديس بطرس ومدينة روما، من أعلى الكاتدرائية.

من ناحية روما اليوم، فإن الفاتيكان تقع في شمال غربي المدينة، بعيدة فقط عدة مئات من الأمتار عن نهر التيبر؛ يبلغ مجموع طول حدودها 3.2 كم وهي محددة بواسطة سور خاص مزين بعدد من الأعمال الفنية وينفتح مقابل ساحة القديس بطرس على مدينة روما. بنى السور الأول للفاتيكان حماية لضريح القديس بطرس في عهد البابا ليون الرابع (847 -855) ثم أعاد بناء السور بالشكل الحالي البابا بولس الثالث (1534 -1549) واعتبر هذا السور الأساس الذي تمّ بناءً عليه ترسيم حدود الفاتيكان بشكلها الحالي عام 1929، أضيفت إليه أجزاء صغيرة لتسوير المناطق الشمالية من المدينة؛ أما الحدود بين ساحة القديس بطرس و‌روما، وهي المنطقة الوحيدة غير المحاطة بسور، فقد تم تحديده بخط أبيض مرسوم على الأرضية فاصلاً بذلك الفاتيكان عن روما، وتعرف هذه المنطقة باسم ميدان البابا بيوس الثاني عشر؛ وترتبط الفاتيكان مع روما من خلال طريق واحد هو جادة ديلا كونكيليازون (بالإيطالية: della Conciliazione) الذي يقطع نهر التيبر باتجاه ساحة القديس بطرس.
لا تقتصر أملاك الفاتيكان على المدينة، إذ تشمل جميع الكنائس و‌الكاتدرائيات و‌الأديرة والمصليات(1) الواقعة في مدينة روما، إضافة إلى قلعة غاندولفو الواقعة إلى الجنوب من روما قرب ساحل البحر الأبيض المتوسط والتي تعتبر المقر الصيفي لإقامة البابا، ومقر المكتبة الفاتيكانية الفلكية والمرصد الفاتيكاني الفلكي؛ يضاف إلى هذه القائمة عدد من الأبنية التي تمثل سفارات الدول لدى الفاتيكان وعدد آخر من الشقق السكنية والمكاتب التي تعود ملكيتها للفاتيكان ويشغلها موظفون خاصون بالكرسي الرسولي؛ يذكر أن جميع مباني الفاتيكان الواقعة خارج أسوار المدينة، يتولى الحرس السويسري شؤون الأمن فيها وليس الشرطة الإيطالية.
تعتبر الفاتيكان واحدة من ثلاث دول أخرى في العالم تعتبر محتواة في دولة أخرى، أي أنها لا تملك أي حدود برية أو بحرية مع سواها، وإلى جانب الفاتيكان فهناك سان مارينو المحتواة في إيطاليا أيضًا و‌ليسوتو المحتواة ضمن جنوب أفريقيا؛ كذلك تعتبر الفاتيكان الدولة الوحيدة في العالم التي لا وجود لشرطة حدود على حدودها للتدقيق في هوية الداخلين والخارجين؛ وتعتبر الفاتيكان أيضًا الدولة الوحيدة التي يحتل بناء واحد فيها أكثر من نصف مساحة الدولة، إذ تغطي كاتدرائية القديس بطرس التي تتسع لأربعيين ألف شخص أكثر من نصف مساحة الفاتيكان البالغة 0.49 كم².

### المناخ
مناخ الفاتيكان بشكل عام هو مناخ متوسطي، أي يتميز بوضوح أربع فصول رئيسية، خريف و‌ربيع معتدلان ثم صيف حار وجاف و‌شتاء بارد وماطر؛ وأما عن أحوال الطقس في المدينة، فهي مطابقة لأحوال الطقس في مدينة روما بشكل عام.
| البيانات المناخية لـالفاتيكان | البيانات المناخية لـالفاتيكان | البيانات المناخية لـالفاتيكان | البيانات المناخية لـالفاتيكان | البيانات المناخية لـالفاتيكان | البيانات المناخية لـالفاتيكان | البيانات المناخية لـالفاتيكان | البيانات المناخية لـالفاتيكان | البيانات المناخية لـالفاتيكان | البيانات المناخية لـالفاتيكان | البيانات المناخية لـالفاتيكان | البيانات المناخية لـالفاتيكان | البيانات المناخية لـالفاتيكان | البيانات المناخية لـالفاتيكان |
| الشهر                         | يناير                         | فبراير                        | مارس                          | أبريل                         | مايو                          | يونيو                         | يوليو                         | أغسطس                         | سبتمبر                        | أكتوبر                        | نوفمبر                        | ديسمبر                        | المعدل السنوي                 |
| ----------------------------- | ----------------------------- | ----------------------------- | ----------------------------- | ----------------------------- | ----------------------------- | ----------------------------- | ----------------------------- | ----------------------------- | ----------------------------- | ----------------------------- | ----------------------------- | ----------------------------- | ----------------------------- |
| متوسط درجة الحرارة الكبرى °ف  | 54                            | 55                            | 59                            | 63                            | 70                            | 77                            | 82                            | 82                            | 79                            | 70                            | 61                            | 55                            | 67                            |
| متوسط درجة الحرارة الصغرى °ف  | 37                            | 39                            | 43                            | 46                            | 54                            | 61                            | 64                            | 66                            | 61                            | 55                            | 45                            | 41                            | 51                            |
| الهطول إنش                    | 3.1                           | 2.8                           | 2.4                           | 2.0                           | 2.0                           | 1.2                           | 0.4                           | 0.8                           | 2.4                           | 4.3                           | 4.3                           | 3.5                           | 29.2                          |
| متوسط درجة الحرارة الكبرى °م  | 12                            | 13                            | 15                            | 17                            | 21                            | 25                            | 28                            | 28                            | 26                            | 21                            | 16                            | 13                            | 20                            |
| متوسط درجة الحرارة الصغرى °م  | 3                             | 4                             | 6                             | 8                             | 12                            | 16                            | 18                            | 19                            | 16                            | 13                            | 7                             | 5                             | 11                            |
| الهطول سم                     | 8                             | 7                             | 6                             | 5                             | 5                             | 3                             | 1                             | 2                             | 6                             | 11                            | 11                            | 9                             | 74                            |
| المصدر:                       |                               |                               |                               |                               |                               |                               |                               |                               |                               |                               |                               |                               |                               |

## معالم المدينة ومبانيها
بسبب صغر مساحة الفاتيكان، فمن الممكن للغاية حصر المعالم الرئيسية بثلاث مناطق هي كاتدرائية القديس بطرس والتي تعتبر حاليًا أكبر كنيسة في العالم، و‌الساحة أمامها إضافة إلى القصر الرسولي الذي يشمل عدة مباني منفصلة تغطي سكن البابا وقاعة الاجتماعات الرسمية ومقرات عدد من المجامع إلى جانب مكتبة الفاتيكان و‌المتاحف إلى جانب الأرشيف، في حين أن المنطقة الثالثة هي حدائق الفاتيكان. ويبلغ مجموع الساحات والشوارع في الفاتيكان بما فيها شوارع الحدائق سبعين شارعًا وساحة، وأغلبها صغيرة المساحة وقليلة العرض.

### كاتدرائية القديس بطرس

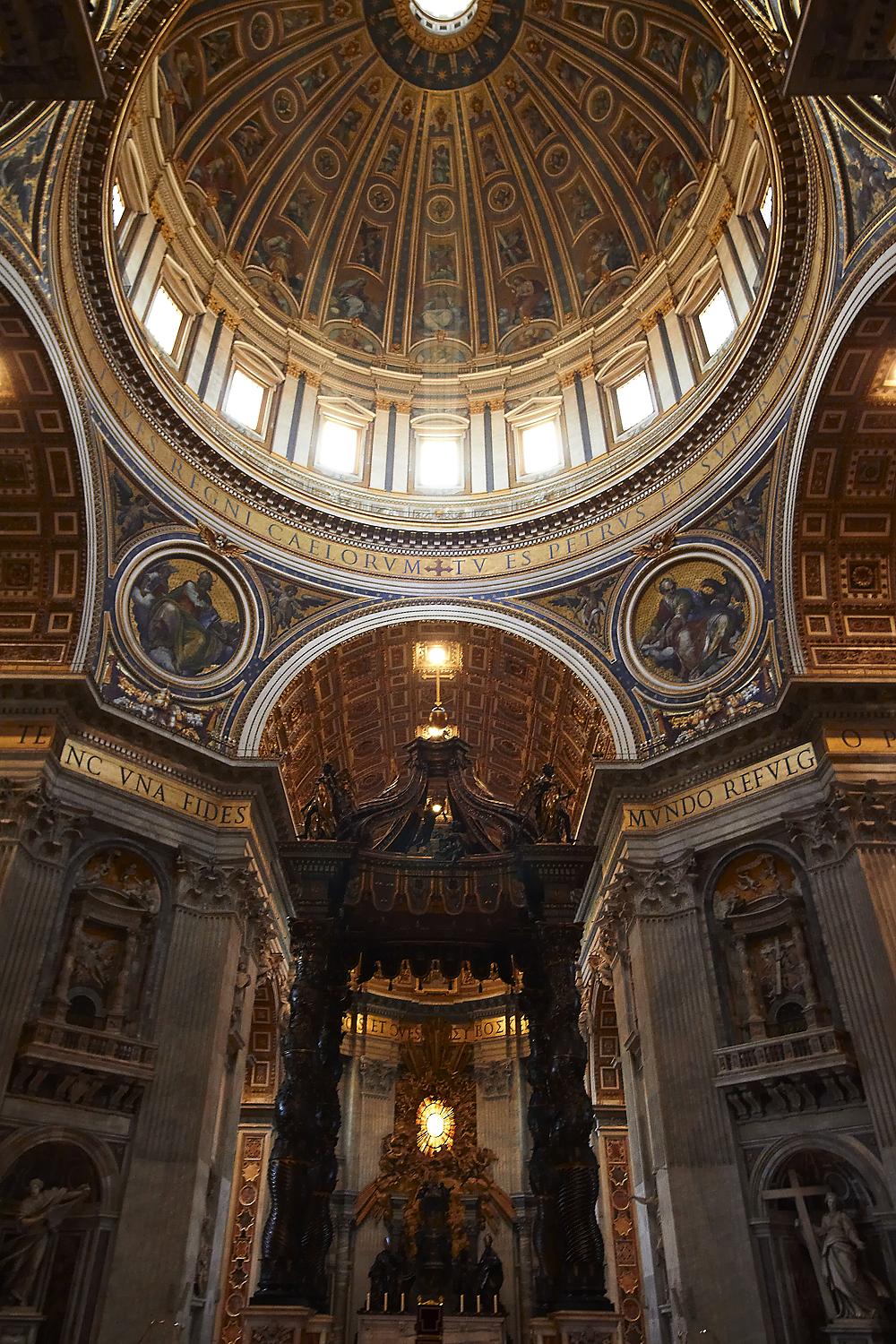
قبة كاتدرائية القديس بطرس وهي من تصميم ميكيلانجيلو وتنفيذ دومنيكو فونتانا، كما يظهر مذبح الاعتراف المشاد فوق ضريح القديس بطرس تعلوه مظلة برنيني.

وضع البابا يوليوس الثاني الحجر الأساس لبناء الكاتدرائية بالشكل الحالي في 17 أبريل 1509 بعد هدم الكنيسة السابقة المقامة فوق ضريح القديس بطرس والمسماة الكنيسة القسطنطينية تيمنًا بالإمبراطور قسطنطين الذي قام بتشيدها في القرن الثالث. عهد الكرسي الرسولي أول الأمر إلى المهندس براماتني وضع مخططات الكاتدرائية الجديدة، غير أن وفاته عام 1514 حال دون متابعته العمل، فشكلت لجنة من ثلاث مهندسين هم رافائيل وسانفالو والراهب غيوكوندو دافيرونا لوضع مخططات جديدة كليًا للبناء. اتفق المهندسون على أن تبنى الكاتدرائية بشكل صليب ضخم، غير أن وفاة رافائيل عام 1520 والاضطرابات السياسية التي بلغت ذروتها إبان نهب روما عام 1536 هتك 1536 قد حالت دون مباشرة العمل على الأرض بشكل مباشر. بدأ بتجهيز الأساس للبناء عام 1538 وانتهي منه أواخر عام 1539، ومن ثم عين البابا بولس الثالث عام 1546 الفنان والمهندس ميكيلانجيلو للعمل فأنهى القسم الشمالي حيث صحن الكاتدرائية بالكامل وبدء مع عام 1557 بوضع مخطط القبة، وإثر وفاته عين البابا بيوس الرابع جياكومو باروزي لاستكمال العمل. استغرقت الدراسات الهندسية لطريقة بناء القبة الضخمة زمنًا طويلاً، قبل أن يتم الاتفاق بين مختلف المهندسين على طريقة ملائمة لبناء القبة، ليبدأ العمل على تنفيذ التصاميم في 15 يوليو 1588 خلال حبرية البابا غريغوري الثالث عشر وإشراف المهندس دومنيكو فونتانا وانتهت بشكل كامل في 14 مايو 1590.
رواق الكاتدرائية وواجهتها الداخلية تمت مباشرة العمل ببنائهما في سبتمبر 1605 خلال حبرية البابا بولس الخامس، وانتهى العمل بشكل كامل في 22 نوفمبر 1614 أما الواجهة والدرج المؤدي إليها فقد قام ببنائهما المهندس كارلو ماديرنو بين عامي 1607 و‌1614، الطابق الأرضي من الواجهة الخارجية للكنيسة تزينه أعمدة كورنثية وهو بكامله مصنوع من الرخام الأبيض، وقبالة الباب الرئيسي يتموضع تمثالان للقديس بطرس و‌بولس، أما الطابق العلوي فيسمى «طابق البركات»، وهو يحوي على شرفة يطل منها البابا للمرة الأولى لدى انتخابه مانحًا بركته الأولى وهذا أصل التسمية. وللكاتدرائية خمس أبواب لكل منها استعمال مختلف.
افتتحت الكاتدرائية رسميًا في 18 نوفمبر عام 1626 خلال حبرية البابا أوربان الثامن، وتبلغ مساحتها الإجمالية 15160 مترًا مربعًا أي حوالي نصف مساحة الفاتيكان، وطول الكاتدرائية 186 مترًا وعرضها 211.5 متر ويبلغ ارتفاع القبة 133.5 مترًا وهي تحوي أربعة وأربعين مذبحًا وخمسة وتسعين تمثالاً ومنحوتة، إلى جانب ستة وعشرين ضريحًا كأضرحة الباباوات ليون الثاني عشر وكلمينت العاشر والكونتيسة ماتيلدا ملكة السويد وغيرهم. وتتسع لحوالي أربعين ألف شخص.
يتوسط الكنيسة مذبح الاعتراف القائم فوق ضريح القديس بطرس مباشرة، ويعلو المذبح مظلة برنيني البرونزية، والتي بدأ العمل بها عام 1624 ودشنها البابا أوربان الثامن في 29 يونيو 1633، وأمام مذبح الاعتراف وهو المذبح الرئيس في الكاتدرائية هناك فسحة يتوضع بها خمسًا وتسعون سراجًا.
يتعهد خدمة الكاتدرائية جمعية عمالية تأسست في القرن السادس عشر يربو عدد أعضائها على السبعين وغالبًا ما يتوارثون مهنتهم ويدعون بالبطرسيين.

### ساحة القديس بطرس والقصر الرسولي
تتوضع ساحة القديس بطرس أمام الكاتدرائية مباشرة، ولها شكل بيضوي كبير بعرض 240 مترًا وقد قام المهندس ماديرنو ببناء جداري الساحة، اللذان يأخذان شكل أربعة أروقة من الأعمدة الإغريقية، كمان قام برنيني بتصميم الساحة بأمر من البابا ألكسندر السابع واستمر العمل بها بين عامي 1656 و1667. وقد وضع البابا ألكسندر السابع طلبه ببناء الساحة على هذا الشكل كرمز لأمومة الكنيسة حيث تضم جميع الأمم. ويعلو الجدار ستة وتسعون تمثالاً تظهر قديسين.
الساحة المرصوفة ببلاط غرانيتي أسود يتوسطها مسلة بارتفاع 25.88 مترًا على ظهر أربعة أسود برونزية، وكان الإمبراطور كاليغولا قد جلب المسلة من مصر في القرن الأول ومن ثم نقلت بأمر البابا سكتس الخامس عام 1586 إلى القصر اللاتراني قبل أن تستقر في موضعها الحالي على يد دومنيكو فونتانا، وعلى جانبيها نافورتان بارتفاع 14 مترًا بنى اليمنى منها فالتي ماديرنو عام 1613 واليسرى كارلو فونتانا عام 1670. من الملاحظ أنه على الرغم من أن الساحة تأخذ شكلاً إهليلجيًا إلا أن الواقف بقرب الأعمدة والناظر إليها، تبدو له بشكل عمود واحد خلف صف مستقيم.
يتصل الفاتيكان بروما من خلال الساحة، أما على جانبي الساحة يتوضع القصر الرسولي المكون من كتل منفصلة من البناء إلى جانب المتاحف و‌المكتبة و‌الأرشيف السري كذلك كنيسة سيستين. أبرز القاعات الحديثة البناء هي قاعة الاجتماعات والاستقبالات الرسمية والتي افتتحها البابا بولس السادس في 30 يوليو 1971 وتتسع لاثني عشر ألف شخصو هي من تصميم بيير نيرفي. سائر الأبنية التي تشكل القصر الرسولي هي عبارة عن مزيج معماري بني بمراحل مختلفة بين القرنين الثالث عشر و‌التاسع عشر، وكان البابا نيكولا الثالث (1277 - 1280)، أول من اهتم ببنائه. يحوي الطابق العلوي من القصر الرسولي على الشقق السكنية الخاصة بالبابا والمقربين منه، وتشرف غرفة البابا الشخصية على ساحة القديس بطرس مباشرة، ومنها يلقي خطابًا أسبوعيًا للمحتشدين كل يوم أربعاء. أما الطابق الأوسط فيحوي شقق رافائيل الثلاثة لكون رافائيل من أشرف على رسمها، إلى جانب قاعة الاستقبال الثانية المعروفة باسم «قاعة كلمنتين» والمكتبة البابوية الخاصة. يوجد في الطابق الأوسط أيضًا المصلى البولسي الذي بناه مايكل آنجلو للبابا بولس الثالث و‌شقة بورجيا حيث أقام البابا ألكسندر السادس، ثم مصلى نيكولا الخامس، ليتصل البناء مباشرة بعدها بمتاحف الفاتيكان. يحوي القصر الرسولي أيضًا على مقرات عدد من المجامع البابوية، بشكل منفصل أو متصل مباشرة بالبناء.

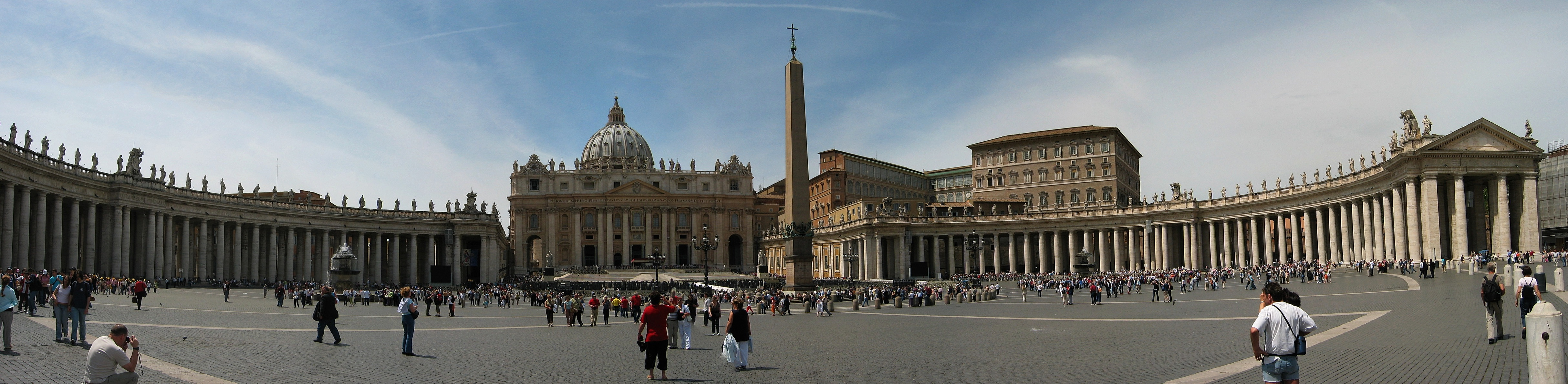
صورة بانورامية لساحة القديس بطرس كما تبدو من ميدان البابا بيوس الثاني عشر، ويظهر في الوسط مسلة كاليغولا يعلوها صليب يحتوي ذخائر من الصليب الحقيقي وفق التقليد المسيحي، كما تظهر نافورتا ماردينو وفونتانا على يمين ويسار المسلة، في حين أنّ الجدار الذي يعلوه 96 تمثالاً لقديسين وملائكة من تصميم جان لورينزو برنيني. ويظهر نحو اليمين القصر الرسولي، في حين تبدو واجهة كاتدرائية القديس بطرس في الخلفية.

### حدائق الفاتيكان

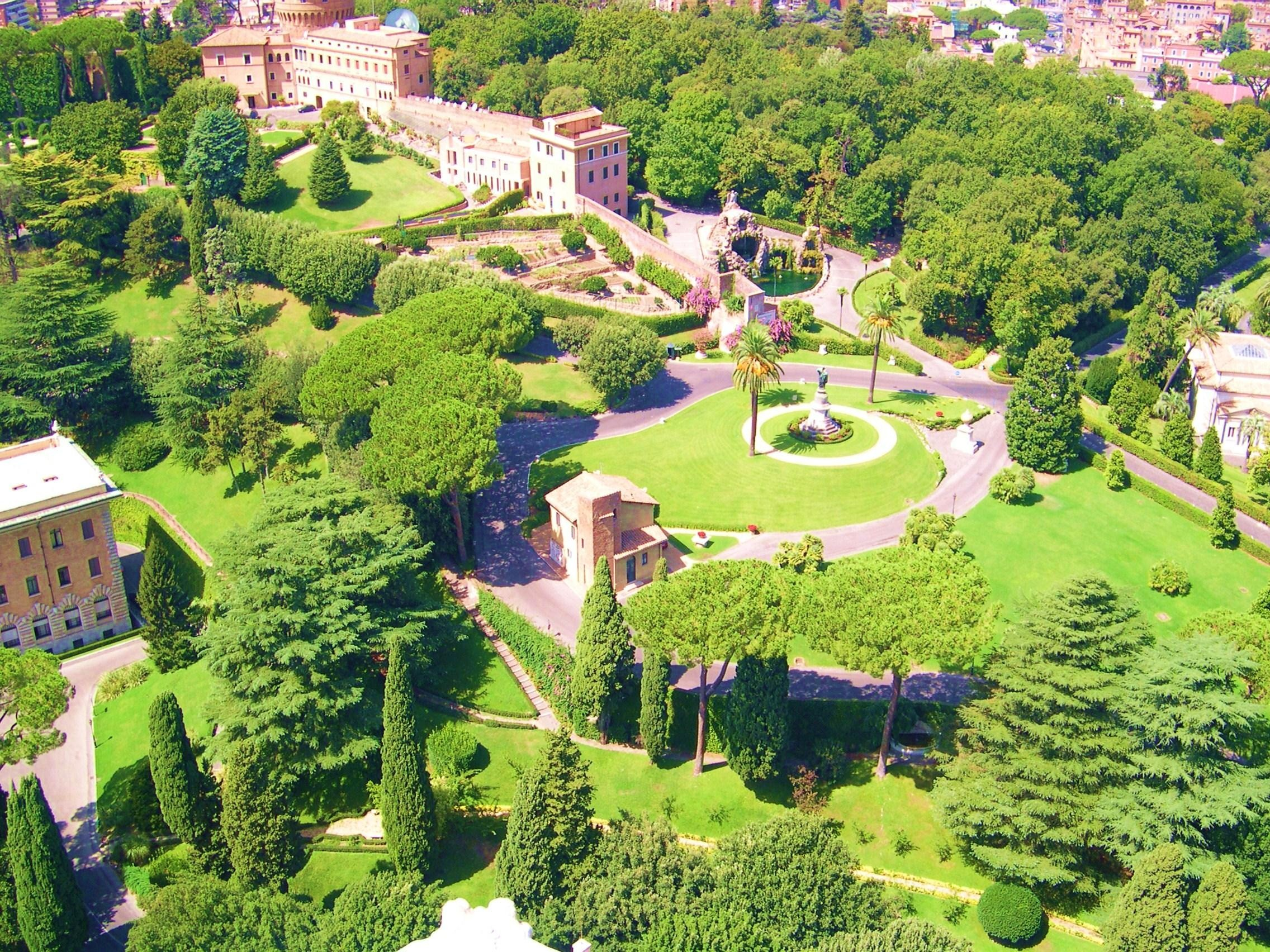
جانب من حدائق الفاتيكان.

حدائق الفاتيكان (بالإيطالية: Giardini Vatican) تقع إلى الشمال الغربي من كاتدرائية القديس بطرس والقصر الرسولي بعيدًا عن الكتلة المعمارية، وتمتد داخل الأسوار التي بناها بولس الثالث لحماية المدينة وتقوية تحصيناتها. اعتبرت المناطق التي تشغلها حدائق الفاتيكان ذات طابع خاص منذ القرون الأولى للمسيحية، إذ إن هذه المنطقة شهدت عمليات قتل ودفن لكثير من المسيحيين الذين سقطوا خلال اضطهاد نيرون والاضطهادات التالية في روما والتي تعرف باسم الاضطهادات العشر الكبرى.
كان أول من أقام هذه الحدائق هو البابا نيكولاوس الثالث عام 1279 إثر انتقاله إلى الفاتيكان كمقر له بدلاً من قصر لاتران، ثم قام بولس الثالث بتسوير الحدائق؛ ثم أعيد تصميمها مجددًا في عهد البابا يوليوس الثاني بداية القرن السادس عشر، ومن ثم تم تعبيد ثلاث طرق رئيسية فيها، وزرعت أشجار الصنوبر وأشجار أرز من لبنان، ونصب فيها عدد من الأعمال الفنية التي تجعل من طابع عصر النهضة طاغيًا فيها. داخل الحدائق يوجد ضريح البابا بيوس الرابع وقصر البابا ليو الثالث عشر وهو تقدمة من كاثوليك فرنسا له، كما يوجد مزار للعذراء الحارسة والذي بناه البابا بندكت الخامس عشر خلال الحرب العالمية الأولى محاكيًا بذلك المزار الشهير بهذا الاسم في جنوا. يتوسط الحدائق تمثال للقديس بطرس موضوع على قاعدة إسطوانية طويلة من صنع فيليبو باسكاريني وقد نصب إحياءً لذكرى المجمع الفاتيكاني الأول سنة 1870، ويوجد في الحدائق أيضًا برج القديس يوحنا والذي تقطن به الشخصيات الهامة التي ترزو الفاتيكان. يتوضع في الحدائق أيضًا عدد من آخر من الأبنية كمقر إذاعة الفاتيكان والأكاديمية البابوية للعلوم والكلية الأثيوبية والكلية التيتونية. كما يوجد عدد كبير من النوافير أبرزها نافورة النسر ونافورة القربان الأقديس الي قام بصنعها ميترا بوسكو.
ظلت حدائق الفاتيكان حتى فترة حديثة العهد حكرًا على البابا ومواطني الفاتيكان، بيد أنه الآن بات بمستطاع العامة زيارتها؛ ولكونها امتدادًا لهضبة الفاتيكان الطبيعية، فإن ارتفاع الحدائق يصل في بعض المناطق إلى 60 مترًا.

## تاريخ الفاتيكان

### القرون الأولى

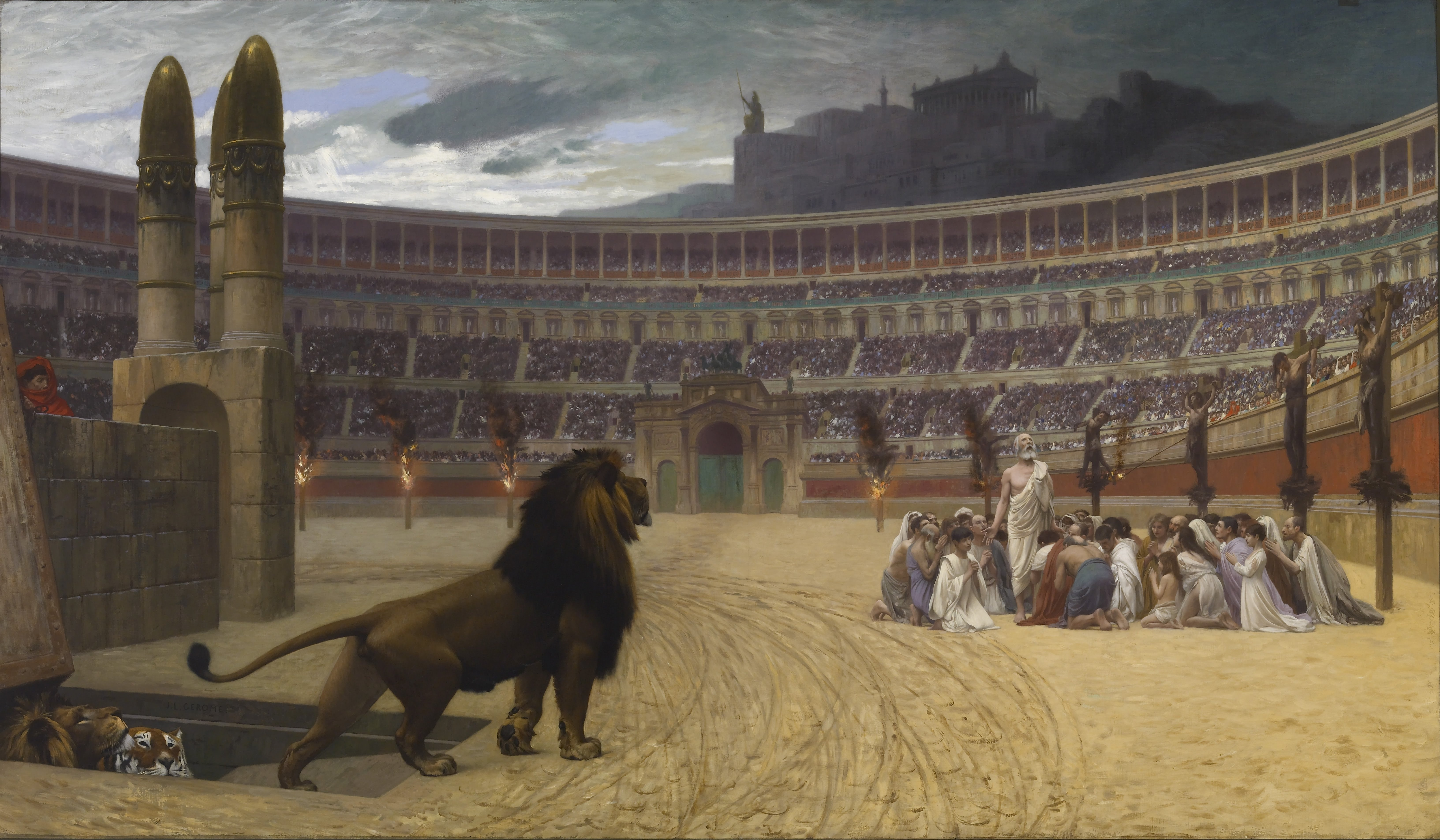
الصلاة الأخيرة لمسيحين خلال أحد حفلات التعذيب في الكولسيوم، روما لوحة لجان ليون جيروم سنة 1834.

بنى الإمبراطور كاليجولا في هضبة الفاتيكان القديمة غير المأهولة بالسكان، خلال القرن الأول، مسرحًا خاصًا شبيهًا بالكولوسيوم، حيث كانت تنفذ مباريات وأعمال عنف ضد المسيحيين تؤدي إلى موتهم، ولذلك فقد ألحقت بها مقابر على مساحات شاسعة، لدفن ضحايا الإعدام العشوائي أثناء الاضطهادات الرومانية في القرون الأولى.
إن أول كنيسة بنيت في الموقع تم تشييدها على النمط الروماني التقليدي للكنائس عام 326 تكريمًا للشهداء المسيحيين بشكل عام و‌للقديس بطرس الذي شهد الموقع صلبه ودفنه بشكل خاص، وشيّد أول قصر في المنطقة في مرحلة مبكرة، ما يدل على أهميتها بالنسبة للمسيحين منذ القرون الأولى، في النصف الأول من القرن الخامس خلال عهد البابا سيماشوس (498- 514)؛ إن المسيحيين في القرون الثلاث الأولى كانوا جماعة محظورة في ظل الإمبراطورية الرومانية ولم يكن لديهم أي نشاط رسمي أو أبنية واضحة والكثير من الأبنية والكنائس، كانت سرية ومبنية في الضواحي البعيدة عن قلب روما، بيد أن الوضع قد تغير مع مرسوم ميلانو عام 313 والاعتراف بالمسيحية كأحد أديان الإمبراطورية ومنح حقوق لمعتنقيها؛ ومن ثم تحولها إلى دين الإمبراطورية الرسمي في عهد الإمبراطور قسطنطين، الذي قدم قصر لاتران كهدية لأسقف روما، وهو المقر البابوي الأول قبل الانتقال إلى الفاتيكان.

### الولايات البابوية

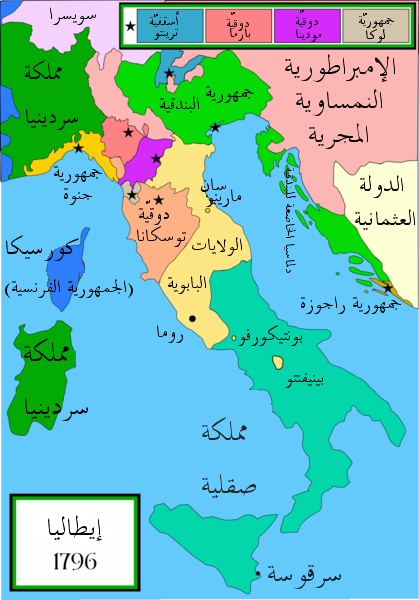
الولايات البابوية باللون البطيخي وسط إيطاليا، نهاية القرن الثامن عشر.

منذ بداية القرن السادس ولمدة تفوق الألف عام، كانت الفاتيكان تسيطر على مناطق واسعة من شبه الجزيرة الإيطالية؛ ودعيت هذه المناطق باسم الولايات البابوية وكانت تخضع مباشرة لحكم الكرسي الرسولي؛ وقد شملت حدود الدولة البابوية إضافة إلى روما مناطق ماركي و‌أومبريا و‌لاتسيو؛ وكانت واحدة من ست دول أخرى شكلت فيما بعد إيطاليا المعاصرة.
إن السبب الرئيسي في نشوء الولايات البابوية هو انتقال عاصمة الإمبراطورية الرومانية إلى القسطنطينية، ما أدى إلى ضعف سيادة الإمبراطورية في روما، يضاف إلى ذلك ملكية الكنيسة لمساحات شاسعة من الأراضي الزراعية وأراضي الأوقاف فضلاً عن الأديرة؛ هذه الأملاك حصلت عليها الكنيسة بشكل أساسي من تبرعات الأثرياء والهبات المقدمة في الكنائس، ويضاف إلى هذه الأسباب أيضًا شعبية البابا في روما وتنامي سلطته السياسية؛ ولم يكن تشكيل الولايات البابوية، قد حدث بشكل سلمي، إذ قد اندلع القتال بين البابا غريغوري الثاني والإمبراطور ليون الثالث، وانتهت الحرب لمصلحة البابا، لكن نفوذ القوط أو الإمبراطورية الرومانية المقدسة، كانت قد تزايدت بشكل واسع في أوروبا، وعندما هاجموا إيطاليا، تولى البابا الدفاع عن روما والأراضي المجاورة، واستطاع صد هجوم الإمبراطورية الرومانية المقدسة وأبرم معها اتفاقًا تضمن تراجع القوط عن روما والأراضي المجاورة؛ كذلك فقد تضمن الاتفاق حياد الكرسي الرسولي المطلق فيما يخص النزاع بين القوط والبيزنطيين؛ كانت تلك اللحظة الحاسمة في نشوء الولايات البابوية فعلى الرغم من أنّ هذه الولايات ظلت تتبع نظريًا للإمبراطورية البيزنطية إلا أنها كانت فعليًا قد نالت استقلالها الكامل وأبعدت في الوقت ذاته مخاطر الإمبراطورية الرومانية المقدسة عن حدودها.

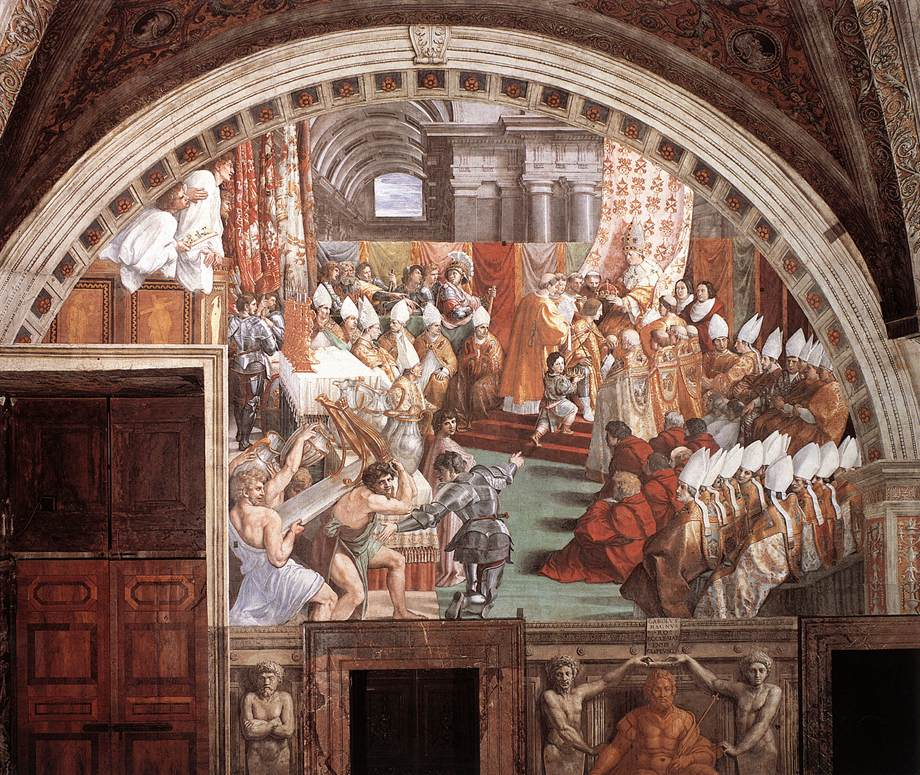
البابا يتوج شارلمان، لوحة لرافائيل تعود للقرن السادس عشر.

إن سياسة العلاقات الجيدة بين الدولة البابوية و‌الإمبراطورية الرومانية المقدسة سرعان ما انهارت في القرن الثامن؛ فقد شجع البابا استيفان الثاني القائد الفرنسي ببيان القصير على خلع ملك فرنسا الميروفرنجي شليدرك الثالث وقام شخصيًا بتتويج ببيان كملك على فرنسا؛ فتوجه ببيان إثر ذلك على رأس جيش ضخم إلى الشمال الإيطالي عام 756، وبدأ حربًا ضد الإمبراطورية الرومانية المقدسة فتراجعت سطوتها عن تلك المناطق، واضطر الإمبراطور شارلمان لترسيم حدود جديدة للولايات البابوية، وبدأ علاقات جديدة جيدة مع الكرسي الرسولي وصلت ذروتها عام 800 عندما قام البابا ليون الثالث بتتويج شارلمان إمبراطورًا للإمبراطورية الرومانية المقدسة.
تلا ذلك في القرن الحادي عشر نداء البابا أوربان الثاني لملوك أوروبا في مجمع كليرمونت عام 1094 لإعلان انطلاق الحملات الصليبية، وساهم نجاح الحملة الصليبية الأولى في ازدياد هيبة البابا السياسية في الغرب وتنامي دوره السياسي وزعامته، ويرجع بعض المؤرخين زمن بروز السلطة الزمنية للبابوات لعهد البابا غريغوري السابع الملقب بالعظيم، ويرى بعض المؤرخين أيضًا أن الملوك حينذاك لم يكونوا أكثر من قواد لجيوشهم فقط، يستثنى من ذلك عدد من أباطرة ألمانيا خصوصًا فريدريش الثاني.
لم تكن الدولة البابوية، خصوصًا في القرنين التاسع و‌العاشر، دولة مركزية قوية فقد ساد حكم الإقطاع المحليين بنسبة كبيرة، ولم يكن البابا حاكمًا زمنيًا يهتم بالأمور المعيشية والسياسية الداخلية، فسلطته كانت منحصرة في الأمور الخطيرة والسياسة الخارجية إلى جانب الدور الرمزي.
شهدت تلك الفترة جدالاً مستمرًا بين البابوات المتعاقبين و‌أباطرة الإمبراطورية الرومانية المقدسة الألمان حول زعامة العالم المسيحي، خصوصًا في عهد الإمبراطور أوتو، رغم أن البابوات قد توجوا شخصيًا عددًا من الأباطرة؛ غير أن هذه العلاقة الغير مستقرة لم تتأزم لتصل إلى حالة الحرب أو نزع الاعتراف المتبادل بين الكيانيين. يمكن القول أن ذروتها بلغت حين أقدم الإمبراطور أوتو على خلع البابا يوحنا الثاني عشر وخليفته بندكت الخامس، وتلاه خنق الإمبراطور كريستينوس للبابا بندكت السادس عام 974؛ ومن ثم انقسام البابوية إلى قسمين في القرن الرابع عشر، الأول في روما وينال شرعيته من قبل الإمبراطورية الرومانية المقدسة، والثاني في أفنيغون في الجنوب الفرنسي، وينال شرعيته من سائر أوروبا أي بشكل رئيسي، إسبانيا و‌فرنسا و‌انكلترا.(2)

### الانقسام الغربي

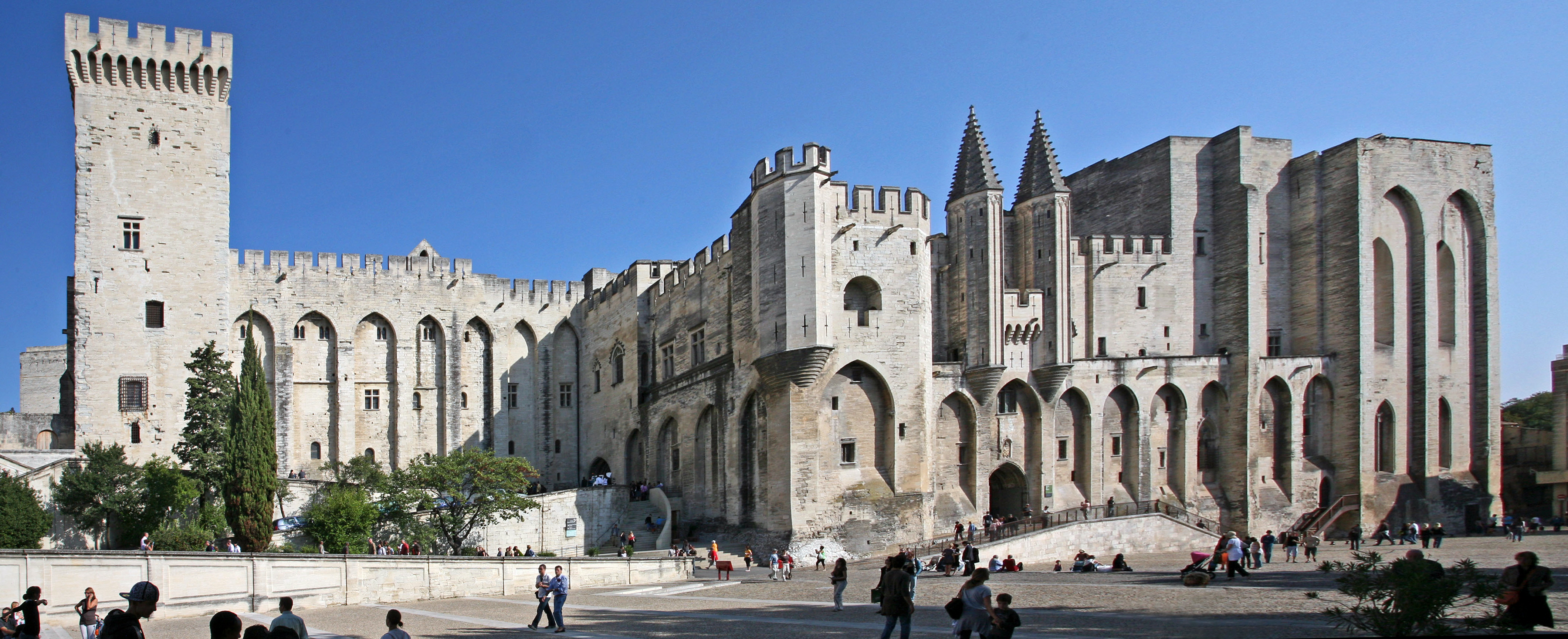
مقر إقامة البابا في أفنيغون بفرنسا، وقد أتبعت لاحقًا بالولايات البابوية.

بدءًا من العام 1305 وحتى عام 1417 اتخذ قسم من البابوات أفنيغون في جنوب فرنسا مقرًا لهم في حين ظل القسم الآخر في روما، وتعترف الكنيسة الكاثوليكية اليوم بشرعية كلا البابوين خلال تلك الفترة، بيد أن بابوات روما كانوا فعليًا تحت سيطرة الأباطرة الرومانيين، ما أدى إلى إضعاف موقعهم. كذلك الحال بالنسبة للولايات البابوية، فعلى الرغم من أن الكيان لم يتم احتلاله وإتباعه للإمبراطورية الرومانية المقدسة، إلا أنّه قد أصبح بحكم الأمر الواقع تابعًا لها. تزامن ذلك مع انتشار الفقر والفوضى واستبداد حكم الإقطاع المحلي. شهدت تلك الفترة عدة محاولات لتحسين الأوضاع، غير أنها عمومًا كانت ذات أثر محدود. أبرز المحاولات الإصلاحية صدور المدونة القانونية أو دستور الخاص بالولايات البابوية (باللاتينية: Sanctæ Constitutiones Matris Ecclesiæ) عام 1357، وظل العمل بهذا الدستور ساريًا حتى استبداله العام 1816. وبالتالي تكون الفاتيكان من أوائل دول العالم التي وضعت دستور منظم لحياتها السياسية والاجتماعية.
حاول بعض بابوات أفنيغون العودة إلى روما، منهم البابا أوربان الخامس عام 1367 لكن عملية إعادة الوحدة لم تكن قد نضجت بعد، فاضطر البابا إلى العودة إلى فرنسا عام 1370 واستقر مجددًا في أفنيغون التي كانت قد أعلنت جزءًا من الولايات البابوية، وقد ظلت تابعة لها حتى بعد عودة البابا إلى روما، ولم تعد لحكم الدولة الفرنسية إلا في أعقاب الثورة الفرنسية عام 1789.
بدءًا من عام 1378 تعددت محاولات السيطرة على الكرسي البابوي بين الأباطرة والطامعين في الحصول على الكرسي الرسولي، يطلق على هذه الفترة من تاريخ الفاتيكان عمومًا اسم «الجدل الكبير» الذي حُلّ أخيرًا عام 1417، من خلال مجمع كونستانس والذي انتخب في أعقابه البابا مارتن الخامس حبرًا للكنيسة الكاثوليكية جمعاء، منهيًا بذلك حوالي قرن من الانشقاق.

### عصر النهضة

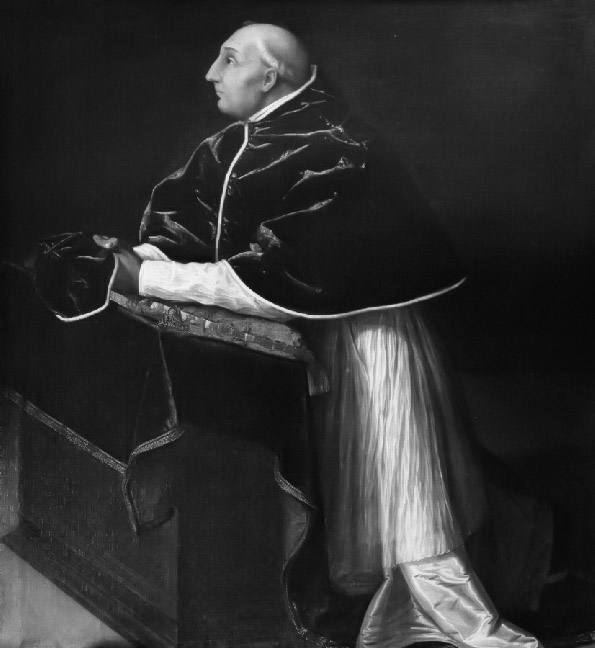
البابا مارتن الخامس (1417 -1431)، انتهت بانتخابه مرحلة الانشقاق الغربي.

انتهت مرحلة الخلافات السياسية والانشقاقات وسادت مرحلة جديدة من ريادة التطور و‌الأدب و‌الثقافة والاختراعات العلمية التي قادت الفاتيكان دفتها خلال عصر النهضة؛ فأسست الفاتيكان جامعات باريس وفلورنسا وميلانو وعددًا آخر كبير من الجامعات الأقل شهرة. وافتتحت مكتبة الفاتيكان التي ضمت أعدادًا هائلة من المخطوطات والكتب النفيسة خصوصًا إثر سقوط القسطنطينية بيد السلطان محمد الفاتح العثماني، وتهريب نفائس المدينة وكنوزها نحو أوروبا.
بدأت عام 1513، خلال حبرية البابا يوليوس الثاني، عملية بناء الفاتيكان بالشكل المتعارف عليه اليوم، من خلال بناء كاتدرائية القديس بطرس و‌الكنيسة السيستينية وغيرها من المباني، وقد استكمل خليفة البابا يوليوس الثاني، البابا ليون العاشر، عملية الإعمار هذه. سوى ذلك فإن أعظم فناني عصر النهضة كليوناردو دا فينشي و‌ميكيلانجيلو و‌رافائيل و‌ميكافيللي و‌ساندرو بوتيتشيلي و‌بيرنيني؛ كان الفاتيكان قد أبرم معهم عقود احتكار مدى الحياة. إن أغلب التحف الفنية القائمة حتى اليوم في مختلف أنحاء أوروبا والتي تعود لعصر النهضة، يعود الفضل في بنائها لتشجيع بابوات ذلك العصر.
ساهم نجاح الفتوح في إسبانيا وتلاه اكتشاف العالم الجديد في تأمين الموارد المالية اللازمة لعصر النهضة، وغالبًا ما كانت الحملات الاستكشافية تتم بمباركة الفاتيكان ما أدى إلى تدفق الذهب نحو إيطاليا، وتحولت المدن الإيطالية وعلى رأسها روما إلى عواصم الثقافة العالمية، التي أخذت بشكل خاص طابع الجامعات والمستشفيات والنوادي الثقافية؛ وتطورت تحت قيادة الفاتيكان أيضًا مختلف أنواع العلوم خصوصًا الفلك، و‌الرياضيات، و‌التأثيل، و‌الفلسفة، و‌البلاغة، و‌الطب، و‌التشريح، و‌الفيزياء خصوصًا الأرسطوية (أي المنسوبة إلى أرسطو)، والفيزياء المكيانيكية خصوصًا أدوات الحرب، إلى جانب العمارة و‌الكيمياء و‌الجغرافيا و‌الفلسفة وعلوم النبات والحيوان.
يمكن أن يذكر بشكل خاص كداعمين للفنون والعلوم كل من البابوات: إينوسنت الثامن وإسكندر السادس وبيوس الثاني ويوليوس الثاني وليون العاشر وأدريان السادس وكليمنت السابع وبولس الثالث.

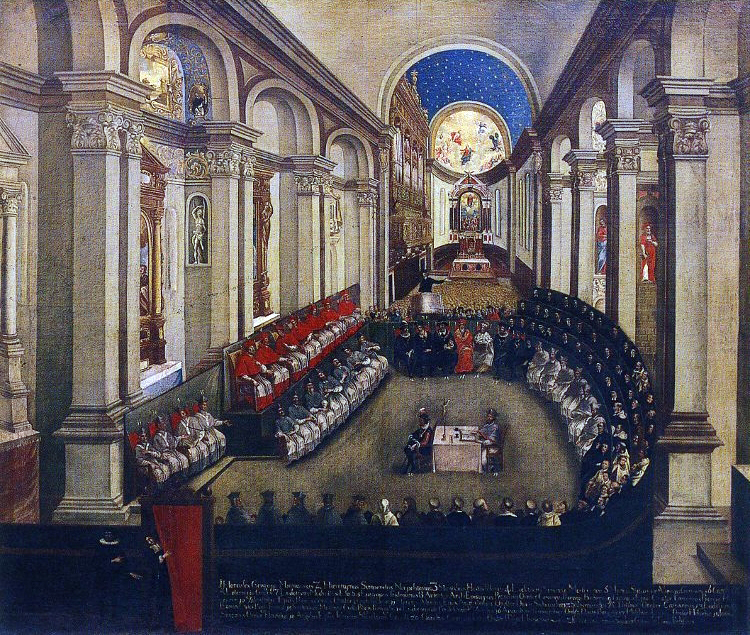
افتتاح مجمع ترنت في كنيسة سانتا ماريا دي ماجيوري عام 1523 خلال حبرية بولس الثالث.

بيد أن السمعة الأخلاقية لبعض هؤلاء لم تكن كما يليق “للحبر الأعظم” أن تكون، فنسب البعض لإسكندر السادس وجود عدد من الخليلات له، وأخذ على يوليوس الثاني شبقه نحو الحروب خصوصًا تلك التي قادها في مواجهة إمارة البندقية، وأخذ أيضًا على ليون العاشر ولعه الشديد بالعمارة ووضعه صكوك الغفران(3) لتأمين التمويل اللازم لاستكمال المشاريع العمرانية الفنية الضخمة، إثر تراجع كمية الذهب المورد إلى أوروبا عن طريق البعثات الاستكشافية. يذكر أن الأوضاع الاقتصادية كانت مزرية للغاية قبل عصر النهضة خلال القرن الثالث عشر.
كانت رعاية الفاتيكان للعلوم قد بدأت واستمرت طوال القرنين الثاني عشر و‌الثالث عشر وتمثلت في ترجمة الكتب الفلسفية وكتب علم الاجتماع عن طريق بيزنطة من ناحية وعن طريق قرطبة و‌الأندلس من ناحية أخرى؛ أغلب هذه الأعمال كانت أعمال الفلاسفة اليونان القدماء، أمثال أرسطو و‌أفلاطون وتعليقات عدد من العلماء والفلاسفة العرب عليها أمثال ابن رشد و‌ابن خلدون؛ وقد كانت الأديار ومكتباتها هي المراكز العلمية الرائدة والجامعات الكبرى في أوروبا خلال تلك الفترة.
شهدت مرحلة عصر النهضة أيضًا، الانشقاق البروتستاني في ألمانيا، وانعقاد مجمع ترنت الإصلاحي الذي امتدّ أكثر من عقدين من الزمن، والذي واكب فيه الفاتيكان التطور العلمي السائد في أوروبا على المستوى الديني، فتمّ مكافحة الفساد الذي أخذ بالظهور ضمن البلاط البابوي، وتمت مأسسة الكنيسة بشكل جيد وحديث، وتمت عقلنة الممارسات المسيحية الكنسية، استنادًا على الفلسفة خصوصًا فلسفة أرسطو؛ كذلك فقد شهدت تلك الفترة ميلاد عدد من المؤسسات الرهبانية الكاثوليكية الفاعلة حتى اليوم، والتي لعبت عظيم الأثر في تاريخ الفاتيكان، واعتلى عدد من رهبانها ما يدعوه ويل ديورانت أقدم عرش في العالم، أمثال، الرهبنة اليسوعية، والفرنسيسكانية.

### العصور الحديثة

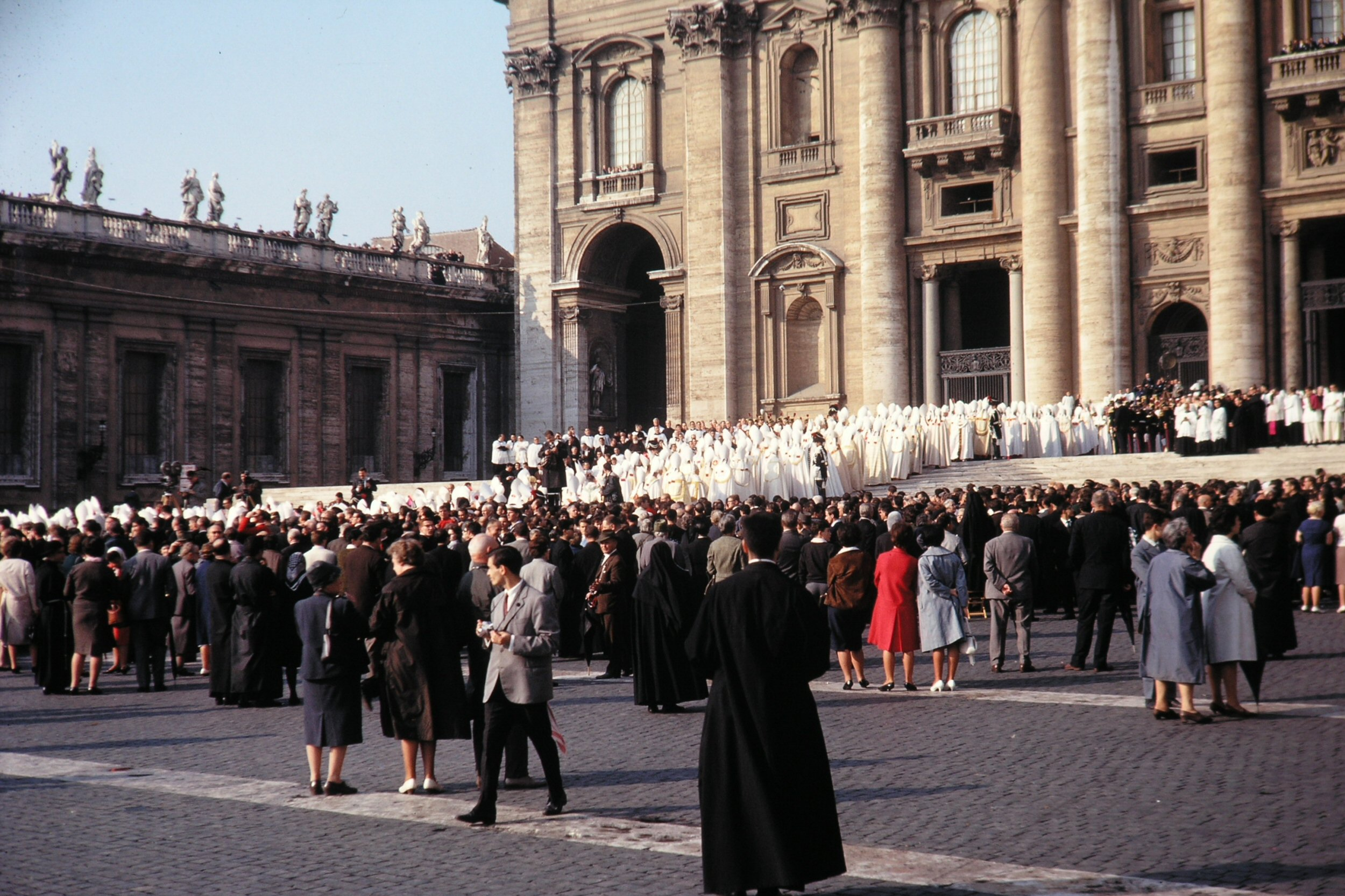
افتتاح أعمال المجمع الفاتيكاني الثاني عام 1962.

كانت الثورة الفرنسية وحملات نابليون بونابرت على إيطاليا خلال القرن الثامن عشر شديدة الوطأة على الولايات البابوية وعلى الفاتيكان، ورغم أنّ هذا الخطر قد زال مع سقوط دولة نابليون عام 1816 والمحاولات الإصلاحية الليبرالية التي قام بها البابا غريغوري السادس عشر إثر ارتقاءه السدّة البابوية، إلا أنّ عصر القوميات وتنامي فكرة القومية الإيطالية بشكل مطرد منذ عام 1814، ومن ثم تفاقم عقيدة القومية الإيطالية أدت في النهاية إلى إعلان المملكة الإيطالية الحرب على الفاتيكان عام 1870.
اجتاحت القوات الإيطالية أراضي الولايات البابوية، وفرضت الحصار على روما في 19 أيلول 1870، ورفض البابا بيوس التاسع استعمال أي قوة عسكرية باستثناء بعض المقاومة الرمزية التي أبداها الحرس السويسري، فسقطت المدينة يوم 20 أيلول دون مقاومة تذكر؛ وجرى استفتاء عام في تشرين الأول جرى من خلاله ضم الدولة البابوية إلى المملكة الإيطالية، رغم ذلك فإن الفاتيكان والمباني المحيطة به ظلت ذات حكم خاص في ظل هذا الوضع الذي دعي به البابوات بشكل مجازي «سجناء روما»؛ واستمرت العلاقة بشكل غير منظم قانونيًا حتى عام 1929 حين أبرمت اتفاقيات لاتران الثلاثة، التي أوجدت الفاتيكان بالشكل المتعارف عليه اليوم، ونظمت التعاون السياسي، الاقتصادي والأمني بين إيطاليا والفاتيكان.
خلال العصور الحديثة، شهدت الفاتيكان استضافة مجمعين كبيرين وهامين في تاريخ الكنيسة الكاثوليكية وعلاقاتها ورؤيتها للعالم، هذين المجمعين هما المجمع الفاتيكاني الأول بدعوة من البابا بيوس التاسع عام 1869 وختم أعماله عام 1870. و‌المجمع الفاتيكاني الثاني بدعوة من البابا يوحنا الثالث والعشرون عام 1963 وختم أعماله خلال حبرية بولس السادس عام 1965، واضعًا أسسًا وقواعد جديدة لتنظيم الكنيسة الكاثوليكية.

### تاريخ ما بعد الحرب

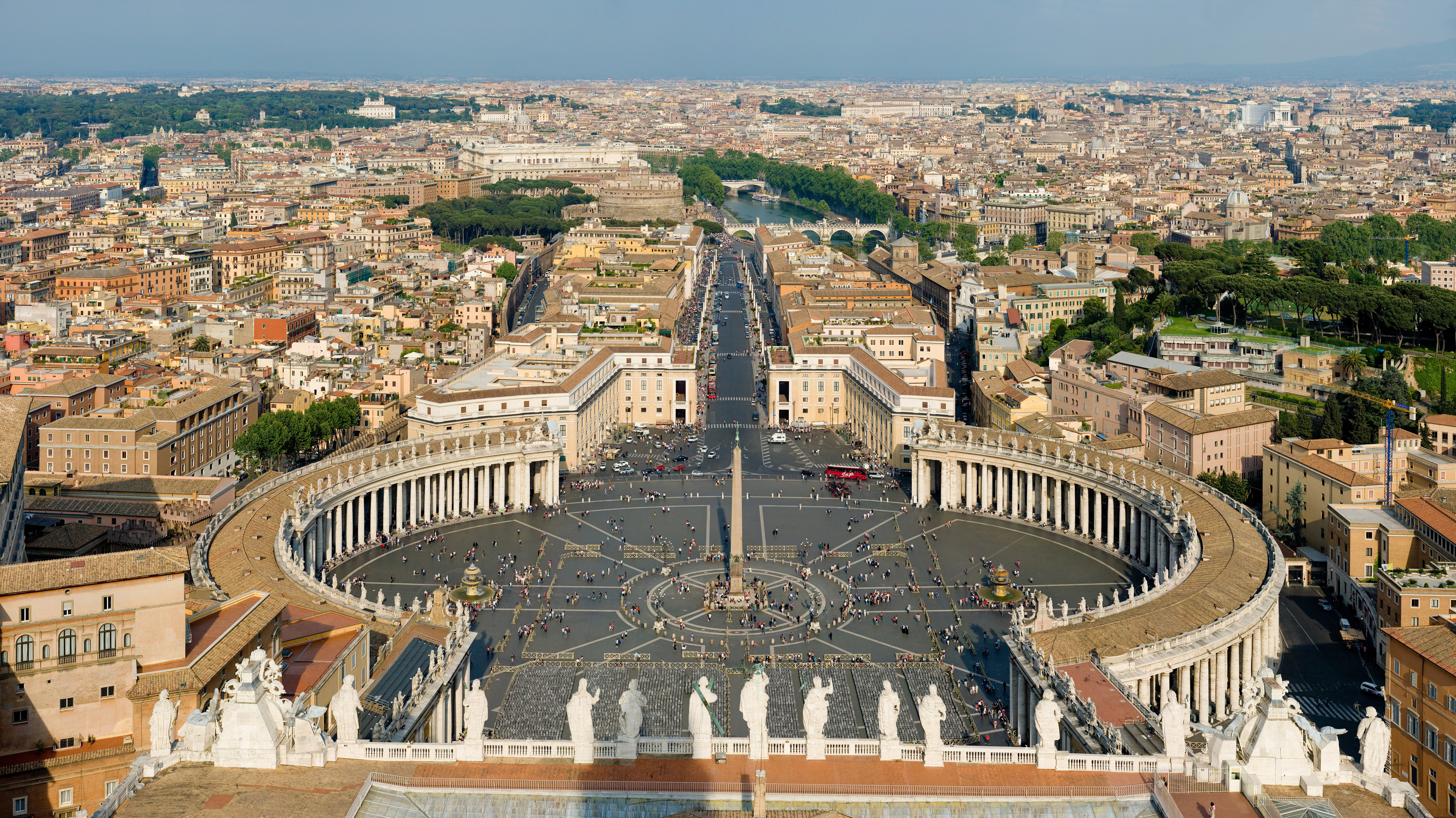
منظر لساحة القديس بطرس من أعلى قبة مايكل أنجلو

امتنع بيوس الثاني عشر عن تعيين الكرادلة خلال الحرب. وبحلول نهاية الحرب العالمية الثانية، كانت هناك عدة مناصب شاغرة بارزة: من بينها منصب السكرتير الكاردينالي لدولة الفاتيكان، ومنصب كاميرلينغو، ومنصب المستشار، ومنصب رئيس مجمع الرهبان. عيّن بيوس الثاني عشر 32 كاردينالًا في أوائل عام 1946 ، بعد أن أعلن عن نيته القيام بذلك في رسالته السابقة بمناسبة عيد الميلاد.
في عام 1970، تم حل الفيلق العسكري البابوي، باستثناء الحرس السويسري، من قبل البابا بولس السادس. وتم تحويل فيلق الدرك إلى قوة شرطة وأمن مدنية.
في عام 1984، تم تعديل اتفاقية جديدة بين الكرسي الرسولي وإيطاليا بموجب أحكام المعاهدة السابقة، بما في ذلك وضع المسيحية الكاثوليكية باعتبارها الديانة الرسمية الإيطالية، وهو الوضع الذي منح لها بموجب قانون مملكة سردينيا لعام 1848.
في عام 1995، انتقدت جماعات بيئية إيطالية، بدعم من سياسيين إيطاليين، بناء دار ضيافة جديدة، تُدعى بيت القديسة مرثا "دوموس سانكتاي مارثاي"، بجوار كاتدرائية القديس بطرس. زعموا أن المبنى الجديد سيحجب رؤية الكاتدرائية عن الشقق الإيطالية المجاورة. ولفترة وجيزة، توترت العلاقات بين الفاتيكان والحكومة الإيطالية بسبب هذه الخطط. رفض رئيس إدارة الخدمات الفنية في الفاتيكان بشدة الطعون على حق دولة الفاتيكان في البناء داخل حدودها.
في عام 2015، كتب جون ر. مورس في المجلة الأوروبية للقانون الدولي أنه بسبب شروط معاهدة لاتيران، فإن وضع مدينة الفاتيكان كدولة ذات سيادة، ووضع البابا كرئيس دولة، أمران إشكاليان.

## اللغة والسكان

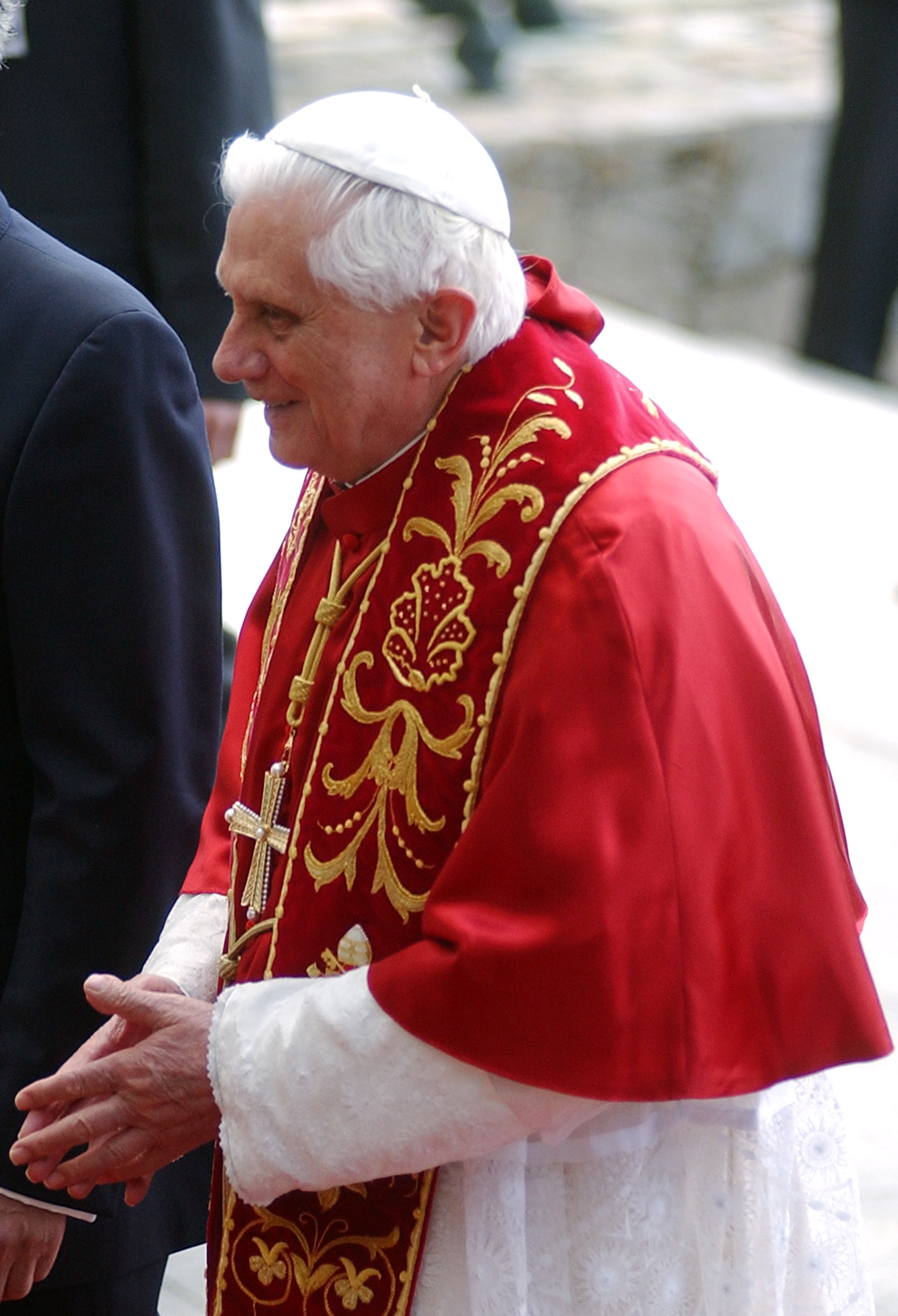
البابا الفخري بندكت السادس عشر.

على خلاف جميع الدول التي تعطي الجنسية لمواطنيها على أساس العرق، أو حسب مكان الولادة، فإن الفاتيكان، تمنح الجنسية مع بدأ التعيين داخل الدولة وتصبح الجنسية غير صالحة بمجرد انتهاء خدمات الموظف، في حال كان موظفًا في الفاتيكان. وعندما يفقد الشخص الجنسية الفاتيكانية يتحول بشكل تلقائي إلى الجنسية الإيطالية، بموجب اتفاقيات لاتران الثلاثة، لتنظيم العلاقات بين إيطاليا والفاتيكان؛ كذلك فليس من الضروري على كل ناشط في الفاتيكان، سواء أكان رجل دين أم موظف عادي، أن يحمل هذه الجنسية.
في عام 2005 كانت إحصائيات سكان الفاتيكان المشمولين بالجنسية والغير المشمولين وفق الشكل التالي، وهم حوالي 826 فردًا من المقيمين الدائمين في الفاتيكان:
- البابا.
- 120 كاردينالاً يقيم 58 منهم فقط في الفاتيكان في حين أن أغلب الكردالة ينتشرون حول العالم كرؤساء أساقفة للكنيسة الكاثوليكية.
- 293 رجل دين، غالبًا يكونون بمنصب خورأسقف؛ يمثلون بعثات الكرسي الرسولي الديبلوماسية حول العالم، وبعضهم أعضاء في المؤسسات الفاتيكانية المختلفة.
- 101 عدد الحرس السويسري، وهم حرس البابا الشخصي ويشكلون حوالي خمس السكان.[94]
- 62 رجل دين، يؤدون خدمات الفاتيكان المختلفة، وغالبًا ما يكونون من الدرجات الكهنوتية الصغرى، كالرهبان و‌الشمامسة و‌منشدو الترانيم.
- 246 شخص يعمل داخل الفاتيكان، دون أن يملك الجنسية، 80% منهم رجال دين، غالبًا ما يضطلعون بمهام أخرى في الفاتيكان كإعداد الاحتفالات الطقسية.
- 43 شخص عادي، يحملون الجنسية الفاتيكانية.
- في عام 2013، كانت هناك 13 عائلة (تضم الأزواج والأولاد) من موظفي الكرسي الرسولي يعيشون في الفاتيكان،[95] وفي عام 2019 كان هناك 20 طفلًا من أبناء الحرس السويسري يعيشون في الفاتيكان.[96]

هناك أيضًا حوالي ثلاث آلاف عامل، هم في الغالب إيطاليون، يقدمون الخدمات العامة للفاتيكان كالاعتناء بالحدائق وما شابه؛ وبالتالي يمكن قسمة سكان الفاتيكان إلى قسمين أساسيين هما رجال الدين ويشكلون أغلب مراكز المسؤولية في المدينة والمواطنون العاديون الذين يقدمون مختلف أنواع الخدمات من الحراسة والتنظيم والتدقيق وسواها. كذلك يوجد عدد من العلمانيين يشغلون مراكز المسؤولية، فالناطق باسم الفاتيكان غالبًا ما يكون شخصًا عاديًا لا إكليركيًا.
بناءً عليه تعتبر الفاتيكان دولة متعددة الأعراق، بيد أن الجنسيتين الأكثر انتشارًا فيها هما الإيطالية والسويسرية، بسبب وجود الحرس السويسري، إلى جانب سائر الأعراق المتواجدة في هيئة رجال الدين، وإنما بنسب أقل؛ فهناك فرنسيون، ألمانيون، إنكليز، يابانيون وهناك أيضًا عرب يشرفون على إذاعة الفاتيكان العربية ويعمل عدد منهم في مجمع الفاتيكان للكنائس الشرقية وهي ما تعرف عمومًا بالكنائس الكاثوليكية الشرقية.
ولكونها دولة متعددة الأعراق، فقد فرض عليها بالتالي أن تكون دولة متعددة اللغات. لا تحوي القوانين المرعية في الفاتيكان، أي لغة رسمية، بيد أن اللغة اللاتينية هي اللغة الرسمية للكرسي الرسولي والتي يصدر بها جميع الوثائق والمعاهدات، وكانت قبل المجمع الفاتيكاني الثاني اللغة الرسمية للكنيسة الرومانية الكاثوليكية، ولا تزال تقام بعض الطقوس في الفاتيكان بها كقداس تنصيب البابا الجديد؛ وهناك استعمال كبير للغة الإيطالية بحكم الأمر الواقع، كذلك للغة الألمانية بحكم كون هذه اللغة الأكثر انتشارًا في سويسرا.

## الإدارة

### البابا

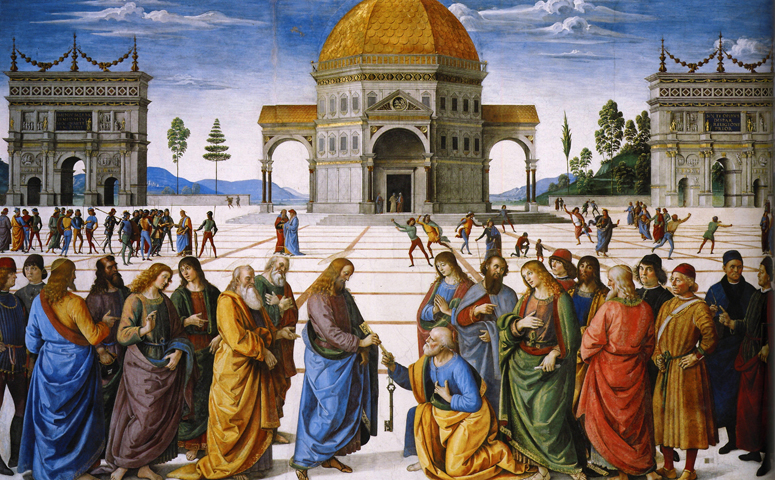
القديس بطرس يتسلم مفاتيح الأرض والسماء من المسيح، وتظهر في الخلفية الفاتيكان القديمة، لوحة لبيترو بريجينو 1492.

البابا هو الرئيس الروحي الأعلى للكنيسة الكاثوليكية وهو يتمتع بعدة صفات كخليفة القديس بطرس، ونائب المسيح على الأرض و‌أسقف روما و‌بطريرك الغرب ورأس الكنيسة المنظورة، ويلقب أيضًا بالحبر الأعظم والأب الأقدس وصاحب القداسة، ويحل لقب «سيد أو ملك الفاتيكان» في المرتبة السادسة من سلسلة ألقابه وتعريفاته منذ عام 1929.
وبوصفه خليفة القديس بطرس، فهو راعي خراف المسيح الأول على الأرض حسب المعتقدات الكاثوليكية،يوحنا 19/21] متحدًا بذلك مع سائر الأساقفة و‌الكهنة، واستنادًا إلى ما ورد في إنجيل متى فكل ما يحله على الأرض يكون محلولاً في السماء وكل ما يربطه على الأرض يكون مربوطًا في السماءمتى 19/16] وذلك بإلهام من الروح القدس،يوحنا 24/16] وقرارته فيما يخص المسائل الدينية والإيمانية معصومة عن الخطأ وغير قابلة للنقض ولايمكن إلغائها إلى بالتئام مجمع مسكوني؛ غير أنه فيما يخص القضايا الزمنية اليومية فهو قابل للخطأ ويداوم كاهن يسوعي على منحه سر التوبة. ولكونه أسقف مدينة روما فهو يمارس صلاحيات الأسقف عليها، وهو أيضًا رأس الكرسي الرسولي ويشكل والكردالة والأساقفة ما يعرف باسم «الرؤية المقدسة» (باللاتينية: Sancta Sedes).
يخاطب البابا الكنيسة الكاثوليكية والعالم بواسطة الخطب والكلمات في المناسبات المختلفة، أما الصيغة الأكثر رسمية فهي الرسائل العامة والتي تسمى أيضًا البراءة البابوية أو المراسيم البابوية، ويعلن من خلالها البابا عقيدة دينية أو أمرًا كنسيًا ما، وله أن يناقش من خلالها قضايا سياسية أو اجتماعية عامة.
ينتخب البابا مدى الحياة، وقد بلغ عدد البابوات المنتخبين حتى الآن مائتان وخمس وستون بابا وفق القائمة الرسمية،(4) البابا الحالي هو لاون الرابع عشر. يتمتع البابا بصلاحيات واسعة غير محدودة في الفاتيكان، بيد أن هذه الصلاحيات نظرية وتتركز الصلاحيات التشريعية فيما يخص الكنيسة بالمجمع المقدس، أما الأمور التنفيذية فتشكلها مجامع الفاتيكان أو وزاراتها بعد استشارة البابا وموافقته.
ينتخب البابا عن طريق المجمع المغلق التي نشأت في القرن الثالث عشر وعدلت ثلاثًا وخمسين مرة خلال تاريخ الفاتيكان، وآخر دستور منظم لها صدر عام 1996 خلال حبرية يوحنا بولس الثاني. تولج عملية الانتخاب حاليًا بالكرادلة الذين لم يتجاوزوا الثمانين من العمر، وهم وحدهم الناخبون والمرشحون، لا يجب أن يتجاوز عددهم 120 كاردينالاً وفق القانون وهم موزعون على مختلف قارات العالم، مع الأخذ بعين الاعتبار عدد الكاثوليك والبُعد التاريخي، فمثلاً تضطلع إيطاليا بأكبر عدد من الكرادلة بحكم كون البابا أسقف روما. طريقة المجمع المغلق، نشأت نتيجة الشغور المتكرر للكرسي الرسولي خلال القرون الوسطى، وكانت شروط الخلوة قاسيّة للغاية تم تخفيفها مع تطوّر الزمن، أما السبب الرئيس لاعتكاف الكرادلة فهو تحاشي ضغوط العالم الخارجي ولكي «يضعوا الله نصب أعينهم فقط». يلتأم المجمع بعد خمس عشر يومًا من وفاة البابا وذلك في الكنيسة السيستينية والمشرفة على ساحة القديس بطرس مع إمكانية تغيير المكان في حال دعت ظروف خطيرة ذلك، وبعد إقفال الأبواب وسلسلة أمور تنظيمية أخرى تبدأ العملية الاقتراعيّة، ويحتاج المرشح لثلي الأصوات خلال الأيام الثلاثة الأولى ثم الأغلبية البسيطة، فإذا تعذر الانتخاب فسح القانون المجال أمام عميد المجمع، إدارة طرق جديدة كحصر التنافس بين المرشحين الحاصلين على أعلى الأصوات. عند فشل كل دورتين انتخابيتين، يقوم عميد المجمع بحرق الأوراق مع مواد خاصّة فتبعث عبر المدخنة إلى الحشود في الساحة دخان أسود دلالة فشل الانتخاب، في حين تضاف مواد أخرى عند نجاح الانتخاب تؤدي إلى تصاعد دخان أبيض. بعد الانتخاب، يُقسم الكرادلة يمين الطاعة للبابا الجديد والذي بدوره يختار اسمًا بابويًا قبل أن يحيي الجماهير في الساحة ويتلو صلاة مباركة المدينة والعالم. وغالبًا ما يكون قداس التنصيب في الأحد الأول الذي يتلو انتخابه.

### الحكومة

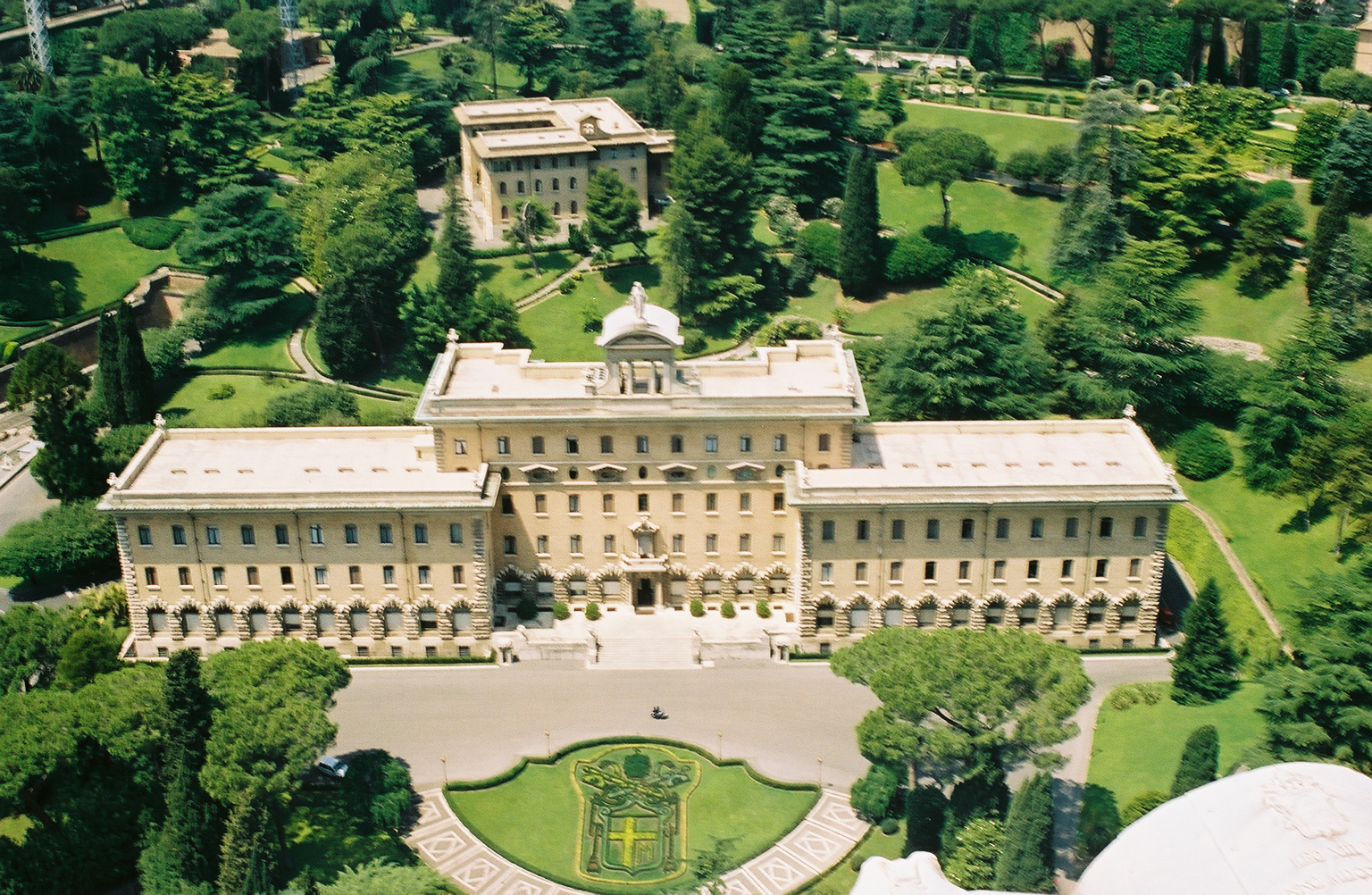
القصر الحكومي في الفاتيكان؛ مقر أغلب المجامع والمجالس البابوية.

تشكل الكوريا الرومانية وزارة الفاتيكان وأدواته التنفيذية التي تساعد البابا ليس فقط لإدارة شؤون الدولة بل الكنيسة الكاثوليكية برمتها، وقد أعيد تنظيمها مرارًا عديدة كان أبرزها في أعقاب المجمع الفاتيكاني الثاني تحديدًا عام 1967 على يد البابا بولس السادس، وعام 1988 على يد البابا يوحنا بولس الثاني من خلال دستور الراعي الصالح. يعتبر البابا رأس الكوريّا ويليه أمانة سر الدولة أو رئاسة وزراء الفاتيكان المعيّن من قبله لمدة خمس سنوات قابلة للتجديد، ويعتبر الأمين أشد الناس احتكاكًا بالبابا، ويعود تاريخ المنصب إلى القرن الخامس عشر. وإلى جانب صلتها المباشرة بالبابا، فإن لرئاسة الوزراء صلاحية الإشراف على سائر المجامع والدوائر الرومانية، وكذلك فإن لها يعود الحق في تنظيم الأعمال الإدارية الداخلية ومتابعة الشؤون السياسية والعلاقات الخارجية مع الحكومات، والمؤسسات الدولية.
تتألف الكوريّا من مجموع المجامع والمجالس واللجان البابويّة ويرأس كل منها كاردينال في أغلب الأحيان، وتعتبر المجامع أعلى أقسام الكوريّا ويبلغ عددها حاليًا تسعة مجامع أقدمها «مجمع العقيدة والإيمان»، الذي تأسس العام 1542 ومهمته متابعة شؤون التعليم العقائدي، ويليه في القدم المجمع الخاص بالإكليروس ومهمته رعاية شؤون الكهنة و‌الشمامسة ومتابعة أدائهم لمهامهم، وكذلك مجمع الرهبنات الذي تأسس عام 1564 أيضًا وأعيد تأسيسه عام 1988 ومهمته تنظيم أطر الحياة الرهبانية ونشر تعاليم الرهبنات في العالم. ويعود للعام 1588 نشوء ثلاث مجامع لا تزال حتى الآن فاعلة وهي «مجمع دعاوى القديسين» الذي يدرس إمكانية تطويب شخص ما لرفعه إلى رتبة قديس في الكنيسة الكاثوليكية، و«مجمع الأساقفة» الذي يهتم بدراسة أوضاع الأبرشيات و‌المطرانيات واستحداث الجديد منها وتعيين الأساقفة ورؤساء الأساقفة عليها، و«مجمع الجامعات والمعاهد الإكليركية» الذي يدير الجامعات البابوية الحبرية ويشرف على الجامعات الكاثوليكية حول العالم، وكذلك فهو يدير ويمنح تراخيص لعدد من المعاهد، فهو يدير «معهد الدروس العربية والإسلامية» الذي تأسس في تونس عام 1926 ونقل إلى روما عام 1960، ويشرف على «جامعة الروح القدس» في لبنان؛ كذلك فإن مهمة المجمع تنمية الثقافة اللاهوتية للذين يودون الانخراط في سلك الكهنوت. ويعود للعام 1599 تأسيس «مجمع تبشير الشعوب» الذي يدير وينسّق شؤون البعثات التبشيرية ويرعى الكنائس الفتية حول العالم.
مع انطلاقة القرن العشرين وخلال حبرية البابا بيوس العاشر أسس «مجمع العبادة الإلهية ورتب الأسرار» عام 1908، والذي يعيّن طرق منح الأسرار السبعة المقدسة، و«مجمع شؤون الكنائس الشرقية» خلال حبرية البابا بندكت الخامس عشر عام 1917، ويعنى بالتواصل وإدارة علاقات الكرسي الرسولي مع الكنائس الكاثوليكية الشرقية. أما المجالس البابوية واللجان والمكاتب فهي حديثة العهد نسبيًا، كان أول مجلس حبري هو «المجلس البابوي لرعاية وحدة المسيحيين» والذي تأسس عام 1960 خلال حبرية يوحنا الثالث والعشرون، وسائر المجالس تأسست في أعقاب المجمع الفاتيكاني الثاني، خلال عهدي بولس السادس و‌يوحنا بولس الثاني. تعتبر المجالس وكذلك اللجان، مستقلة في عملها عن المجامع، لكنها أقل أهمية وتعقيد من المجامع، كما أنه من الممكن أن يرأسها خورأسقف بدلاً من الكاردينال. أما المكاتب التابعة للكوريا الرومانية أيضًا وبشكل مباشر لرئاسة الوزراء فهي التي تدير الشؤون التفيذية اليومية في القصر الرسولي مثل مكتب إدارة أملاك الكرسي الرسولي، ومكتب الشؤون الاقتصادية ومكتب الإحصاء المركزي للكنيسة ومكتب تدبير شؤون البيت البابوي؛ كذلك فإن الحرس السويسري ومحاكم الفاتيكان تعتبر من أقسام الكوريّا الرومانية.

### القضاء
يوجد في الفاتيكان ثلاث محاكم تعتبر جزءًا من الكوريّا الرومانية، تضطلع المحاكم الفاتيكانية لا بمهمة حل المشاكل والقضايا الإدارية بل الدينية، أول هذه المحاكم وأحدثها هي محكمة التوبة الرسولية المولجة بدراسة قضايا سر التوبة والضمير ولها صلاحية «الحل من الخطايا المحفوظة» و«تبديل الوعود الباطنية» و«تصحيح أخطاء المؤمنين» و«العفو بالتعويض»، أقدم من هذه المحكمة هناك محكمة الإمضاء الرسولي التي تأسست عام 1493، وهي بمثابة المحكمة العليا في سائر الدول، إذ من واجباتها الإشراف على صوابية القرارات المتخذة واحترام تطبيق أحكام القوانين والدساتير الرسولية، أما أقدم المحاكم ترقى لعام 1331 وهي محكمة الرّوتا، التي تعتبر أعلى محكمة استئناف في الكنيسة الكاثوليكية برمتها، وتختص بشؤون بطلان الزواج وفسخه وإعلان الطلاق إلى جانب احترام حقوق الكرسي الرسولي حول العالم.

### العلاقات الخارجية
يدير وزير الخارجية في الكرسي الرسولي علاقات الفاتيكان مع دول العالم المختلفة، عن طريق السفارات والبعثات الديبلوماسية، ويبلغ عدد دول العالم التي تتبادل التمثيل الديبلوماسي والفاتيكان 183 دولة، إضافة إلى عدد من المنظمات والجمعيات العالمية كجمعية فرسان مالطا و‌الاتحاد الأوروبي و‌منظمة التحرير الفلسطينية وثمانية وثلاثين منظمة عالمية أخرى، ويعلن الفاتيكان أن انضمامه للمنظمات الدولية يأتِ «تعزيزًا للفكر السلمي الذي يدافع عنه الفاتيكان»؛ أيضًا فإن الفاتيكان يعتبر عضو مراقب في منظمة الأمم المتحدة؛ ومن الدول المعترف فيها عالميًا يوجد 13 دولة فقط لا تتبادل التمثيل الديبلوماسي مع الفاتيكان، سبعة دول منها إسلامية وأربعة شيوعية ودولة بوذية ودولة توفالو؛ أما أحدث دول افتتحت علاقات مع الفاتيكان فهي الإمارات العربية المتحدة عام 2007 و‌بوتسوانا عام 2009 و‌روسيا عام 2009 و‌ماليزيا عام 2011 و‌دولة فلسطين عام 2015 و‌موريتانيا عام 2016 و‌ميانمار عام 2017 و‌سلطنة عمان عام 2023؛ ورغم أن تاريخ اعتماد السفارات الرسمي بدأ مع معاهدة لاتران العام 1929 إلا أنّ عددًا كبيرًا من الدول تبادلت البعثات الديبلوماسية مع الفاتيكان قبل ذلك التاريخ بوقت طويل، فالسفارة البابوية في دمشق مثلاً افتتحت عام 1724.
تعتبر السفارات البابوية مقر إقامة البابا خلال زيارته لإحدى البلدان؛ في حين تنتشر سفارات دول العالم لدى الفاتيكان في مدينة روما نظرًا لضيق مساحة الفاتيكان.

الدول الملونة بالأزرق، تتبادل البعثات الديبلوماسية والفاتيكان.

لعب الفاتيكان دورًا هامًا في خارطة السياسة العالمية طوال تاريخه، وفي العصور الحديثة كان للفاتيكان دور ديبلوماسي فاعل خلال الحرب العالمية الأولى و‌الحرب العالمية الثانية كذلك فقد كان الفاتيكان حكمًا في حل عدد من النزاعات الدولية كالنزاع الذي قام بين ألمانيا و‌إسبانيا حول جزر كارولين؛ وكان رائدًا في مقاومة الشيوعية و‌الاتحاد السوفيتي ما أدى إلى تعرض البابا يوحنا بولس الثاني لمحاولة اغتيال عام 1981.

### ألقاب النبالة
كغيرها من الدول والكيانات في أوروبا، تمتلك الفاتيكان عددًا من الألقاب والتشريفات التي كانت في السابق محصورة على طبقة النبلاء وأصبحت في الوقت الحالي مفتوحة لكل من يؤدي خدمات جليلة للكنيسة أو للحبر الأعظم؛ وتاريخ هذه الألقاب في الفاتيكان قديم ويعود لمرحلة الدولة البابوية حيث منح الفاتيكان عددًا من العائلات لقب أمير، كعائلة فارينزي الموكولة حماية مفاتيح الكابيلا السيستينية خلال تواجد الكرادلة داخلها في حفل انتخاب البابا؛ هناك أيضًا عدد من العائلات التي حازت لقب أمير لكونهم مساعدي البابا، ولا تزال هذه العائلات كعائلتي كولونا وباليانو تقوم بمهامها حتى العصر الحالي؛ فضلاً عن أمراء أسرة تورولينا التي أوكلت لهم في لاسابق إدارة الشؤون المالية للفاتيكان هناك أيضًا ألقاب «النبالة السوداء» (باللاتينية: aristocrazìa nera) التي منحتها الفاتيكان للأسر التي وقفت إلى جانب البابا بيوس التاسع خلال فترة الفوضى التي تلت القضاء على الدولة البابوية من قبل المملكة الإيطالية، والتي دعي خلالها البابوات سجناء روما، وهو أصل اسم «النبالة السوداء» إذ إنه منح خلال فترة سوداء من تاريخ الفاتيكان، وأما اليوم فلقب أمير في دولة الفاتيكان، مفتوح لكل من يقدم خدمات جليلة للكنيسة أو الفاتيكان، وقد أعاد البابا بولس السادس رسم القواعد والقوانين الخاصة بمنح لقب الأمير بمختلف أطيافه عام 1977.

## الأمن والدفاع

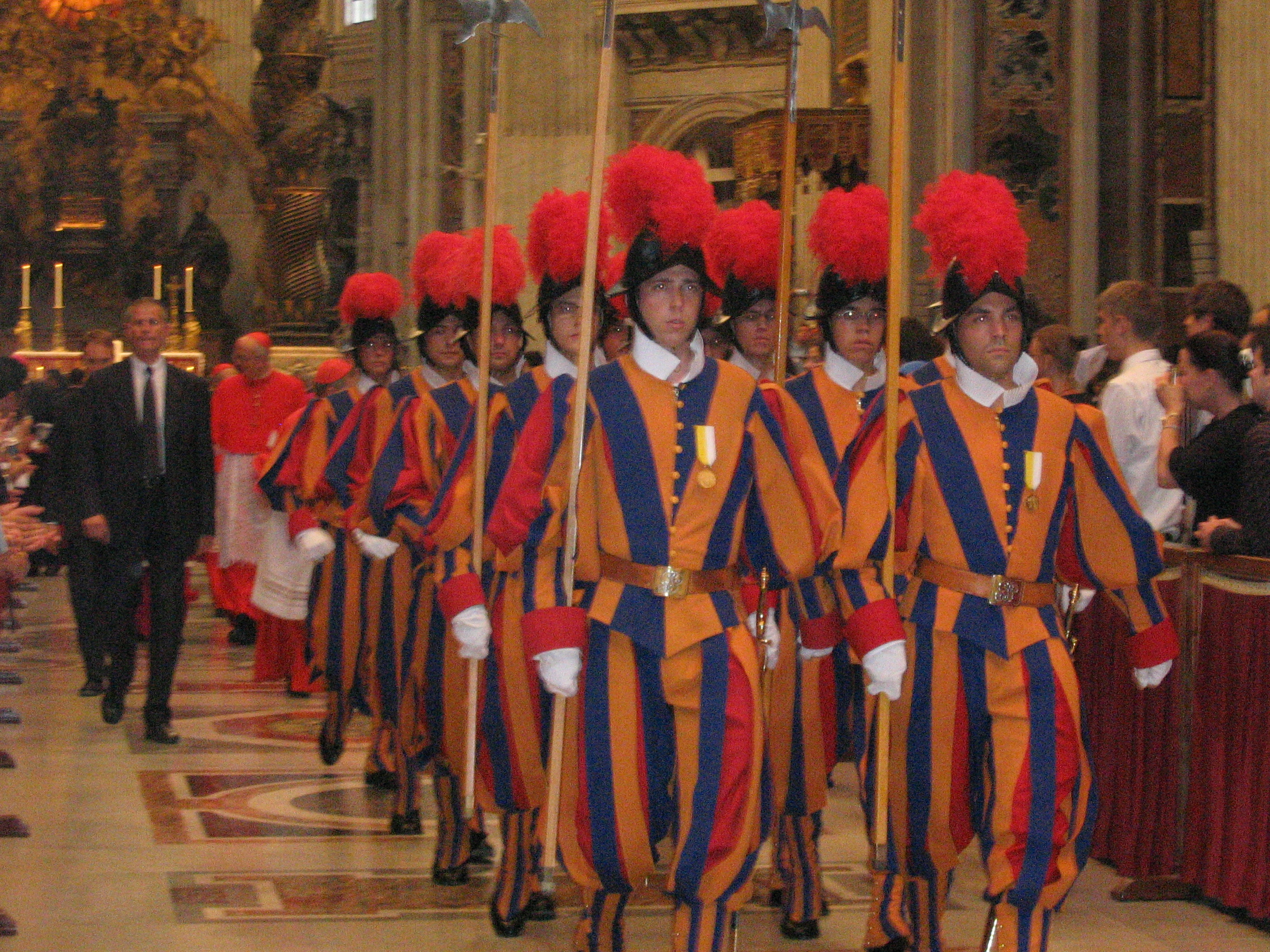
فيلق من الحرس السويسري.

لا يوجد في الفاتيكان قوات بحرية، جوية أو بريّة، بمعنى آخر فإن الفاتيكان لا يملك جيشًا أو قوات مسلحة، ويتولى مهمة الدفاع عن أمن الفاتيكان الجيش الإيطالي، كذلك فلا يوجد في الفاتيكان أي قانون ينظم الحياة العسكرية، أما القوتين الوحيدتين المسؤولتين عن الأمن الداخلي فهما الحرس السويسري وشرطة الفاتيكان.

### قوات الحرس السويسري
أنشأت قوات الحرس السويسري على يد البابا يوليوس الثاني عام 1506 وتتلخص مهمتها في حفظ سلامة البابا وحفظ سلامة القصر البابوي، كما تقوم بأداء مهام التشريفات لدى استقبال إحدى الشخصيات المهمة في الفاتيكان؛ لا يحق لأي كان التطوع ضمن قوات الحرس السويسري، فيجب على الراغب بالتطوع أن يكون كاثوليكيًا من سويسرا حصرًا وقد أنهى التدريب العسكري مع الجيش السويسري، ويتراوح سنّه بين 19 و30 عامًا ولا يقل طوله عن 174 سم، وعليه أيضًا أن يكون من الحاصلين على شهادة حسن السلوك وذو مستوى تعليم عالي لا يقل عن درجة دبلوم؛ وقوات الحرس السويسري غير مسلحة بأسلحة ثقيلة وزيها الرسمي صممه ميكيلانجيلو.

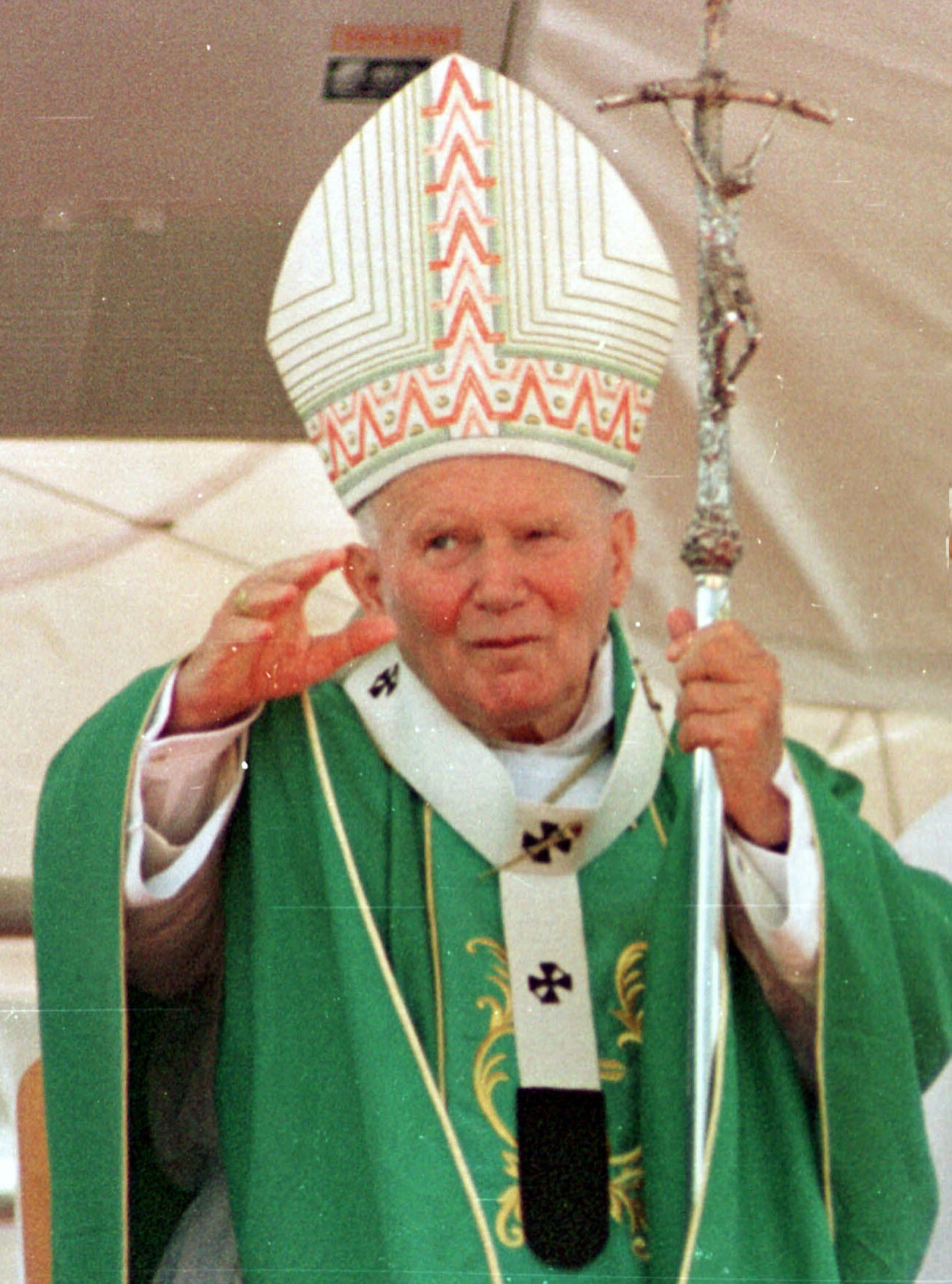
البابا يوحنا بولس الثاني تعرض لمحاولة اغتيال العام 1981، وشكل ذلك أكبر خرق أمني في تاريخ الفاتيكان المعاصر وأعادت العملية النظر في النظام الأمني للفاتيكان.

احتفل الحرس السويسري عام 2006 بمناسبة مرور خمسة قرون على تأسيسه، في حين يحتفل بعيده السنوي يوم 6 أيار وهو ذكرى نهب روما؛ قام البابا بولس السادس بحل فرقة النبلاء وفرقة التشريف عام 1970 من الحرس السويسري؛ وتوالى 34 ضابطًا على قيادة الحرس السويسري منذ سنة 1506 وحتى الآن.

### شرطة الفاتيكان
شرطة الفاتيكان مسؤولة بشكل عام عن أمن حدود المدينة، الحفاظ على النظام العام، مراقبة حركة المرور، التحقيق في الحوادث وغيرها من الواجبات الأقل أهمية، ويبلغ عدد المتطوعين فيها 130 شرطيًا، يرأس هذا الجهاز «المفتش العام»، وكان يطلق على هذه الشرطة اسم مكتب الأمن المركزي قبل أن يحول اسمها عام 1993، ويجب على المتطوعين أن يكونوا كاثوليكًا إيطاليين أنهوا عامين من الدراسة في معاهد الشرطة الإيطالية، أما عن زي هذه الوحدة فهو الزي الأزرق التقليدي الذي ترتديه قوات الشرطة حول العالم.

### الجريمة
يتم التعامل مع الجريمة في الفاتيكان بموجب أحكام المادة 22 من معاهدة لاتران مع إيطاليا، تنص المعاهدة على السماح للحكومة الإيطالية مطاردة المشتبه بهم داخل حرم الفاتيكان شرط أن تكون العملية برمتها بطلب من الكرسي الرسولي، كذلك تتم مقاضاتهم أمام النيابة العامة الإيطالية وبموجب القانون المدني الإيطالي، وتعتبر الفاتيكان من أكثر دول العالم أمنًا وأغلب الجرائم المرتكبة هي السرقة البسيطة أو النشل من قبل السياح؛ شرّعت معاهدة لاتران عقوبة الإعدام لمن يقتل أو يحاول قتل البابا، لكن الفاتيكان قام بإلغاء هذه العقوبة عام 1969 ولم تنفذ أبدًا أي عملية إعدام داخل الفاتيكان.
أما أكبر الحوادث الأمنية التي تعرض لها الفاتيكان في تاريخه الحديث، فهي محاولة اغتيال البابا يوحنا بولس الثاني عام 1981 على يد محمد علي إقجي؛ أما الحادثة الأخرى فحدثت عام 1998 حين قتل قائد الحرس السويسري وزوجته على يد أحد أفراد الحرس الذي انتحر بعد الحادث بقليل، واعتبرت هذا الحادث أكبر فضيحة أمنية يتعرض لها الفاتيكان خلال القرن العشرين.

## البنية التحتية

### النقل والمواصلات

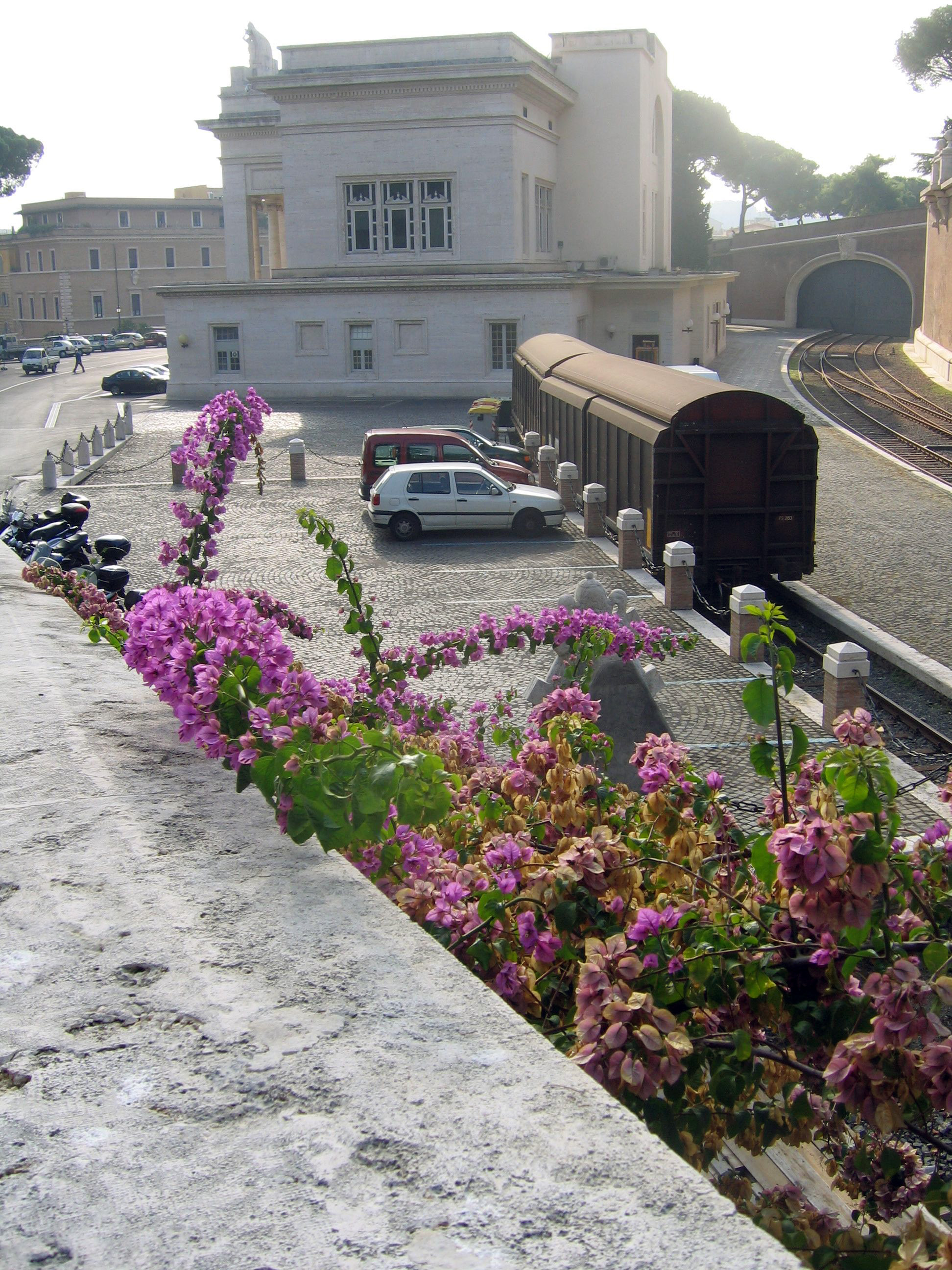
محطة قطار الفاتيكان.

لا يوجد في الفاتيكان مطارات أو طرق سريعة، يستخدم مطار روما عادة في تنقلات البابا، في حين أن الفاتيكان تمتلك في أقصى الشمال الغربي للمدينة مهبط طائرات صغير، ينتقل به البابا إلى مطار روما وكذلك تستقبل به الشخصيات الهامة التي تفد من مطار روما مباشرة إلى الفاتيكان دون المرور بالمدينة.
أما بالنسبة لسكك الحديد، فهناك سكة للحديد في الفاتيكان تعتبر الأقصر في العالم مع محطة واحدة فقط، وترتبط مع سكك الحديد الإيطالية بموجب معاهدة لاتران، وتستخدم سكة حديد الفاتيكان عادة في عمليات استيراد البضائع إلى داخل المدينة، وقد استخدمت أيضًا لنقل الركاب في بعض المناسبات الاحتفالية بأغراض التشريف، ولم يستعمل أي بابا خط سكة الحديد قبل البابا يوحنا الثالث والعشرون الذي انتقل من الفاتيكان إلى أسيزي بشمال إيطاليا عن طريق القطار الرئاسي عام 1965؛ أما بالنسبة لمحطة القطار الحالية فقد تم بنائها عام 1932 وتقع إلى الخلف من كاتدرائية القديس بطرس بالقرب من الحدائق البابوية.

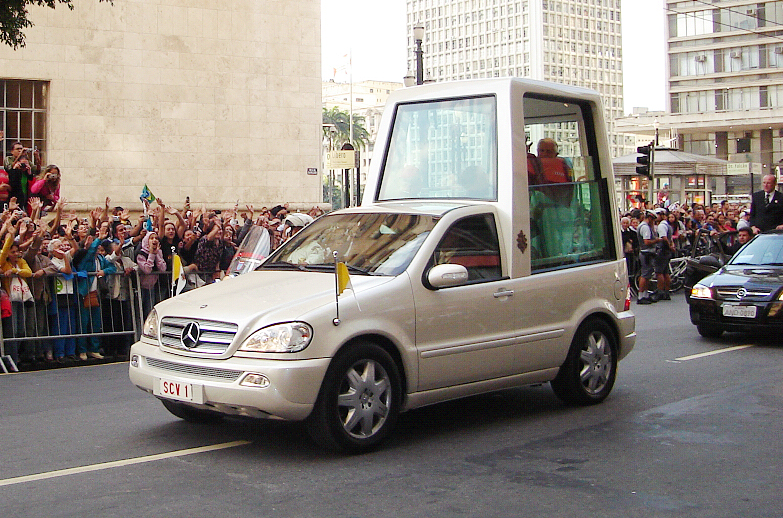
البابا بندكت السادس عشر في الباباموبيله، سيارة البابا الخاصة.

فيما يخص السيارات، فإن سيارات الفاتيكان لها بادئة SCV ويلحق بها رقم معين، سيارات البابا الشخصية هي SCV1 وأشهر سيارة للبابا هي باباموبيله ذات التصميم الغريب، وقد تم اعتمادها بدلاً من العرش التقليدي الذي كان البابا يجلس عليه محمولاً من قبل عدد من الرجال، أثناء طوافه على جموع المحتشدين في ساحة القديس بطرس وكانت أول نسخة منها قد أطلقت عام 1987 بعد إلغاء العرش التقليدي على يد البابا بولس السادس؛ وتستخدم اليوم في معظم الظهورات الرسمية للبابا في الفاتيكان أو أثناء زياراته لمختلف أنحاء العالم.

### وسائل الاتصال الأخرى
يوجد في الفاتيكان نظام هاتف حديث يتصل مع مختلف أنحاء العالم، وكذلك شبكة إنترنت، صيدلية الفاتيكان، دار طباعة، دار لصنع الثياب الكهنوتية والرهبانية، مكتب إطفاء الحرائق في الفاتيكان، آلات صرف النقود الوحيدة في العالم التي تؤمن خدماتها باللغة اللاتينية، مولدات كهرباء خاصة، وهناك أيضًا مصرف الفاتيكان ومكتب بريد الفاتيكان.
ويصدر الفاتيكان الطوابع منذ 1 آب سنة 1929 وتوصف الخدمات البريدية في الفاتيكان بأنها «الأفضل في العالم»، كذلك يصدر الفاتيكان قطعًا معدنية من عملة اليورو (€)؛ ويوجد أيضًا محطة راديو الفاتيكان التي تبث محليًا بموجات متوسطة وقصيرة وعالميًا عن طريق الإنترنت وتقع هوائيات البث الأساسية في إيطاليا خارج حدود الدولة، هناك أيضًا قناة تلفاز الفاتيكان، وصحيفة الفاتيكان الرسمية، وهي غير صحيفة المراقب الروماني، وتعامل هذه الصحيفة على كونها الجريدة الرسمية في الفاتيكان، أي التي تنشر القوانين والقرارات الصادرة عن الهيئات الإدارية المختلفة، وتحمل اسم «مراسيم الكرسي الرسولي» (بالإيطالية: Acta Apostolicae Sedis).

## الاقتصاد

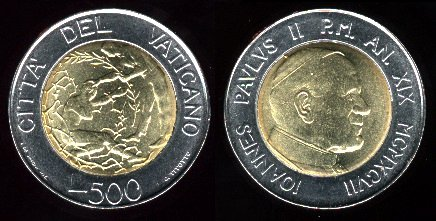
500 ليرة فاتيكانية، العملة التي اعتمدت بالفاتيكان قبل إصدار اليورو.

تنظم «الدائرة العادية لأملاك الكرسي الرسولي» الشؤون المالية، وتتمتع بسلطة مطلقة تقريبًا، وهي لجنة كردنالية وتحوي مستشارين ماليين وإداريين. اللجنة الثانية هي «الدائرة الخاصة» والتي تختصّ بإدارة المال الذي دفعته المملكة الإيطالية سنة 1920 إلى الكرسي الرسولي بموجب اتفاقيات لاتران مقابل تنازل البابا عن أراضي ملكه للدولة الإيطالية؛ وهي في قيمة تلك الحقبة كانت مليار ليرة إيطالية سندات و750 مليون نقدًا؛ حوّلت جميعها إلى ذلك وأودعت في ثلاث مصارف في بريطانيا وسويسرا وأغلبها الولايات المتحدة؛ ولا يتم الصرف من رأس المال ذاته بل من فوائده فقط.
«الإدارة الخاصة» لأملاك الفاتيكان استحدثها البابا بيوس الثاني عشر، وكانت قبل ذلك تخضع لإدارة البابا مباشرة. أما المصرف الفاتيكاني فيدعى «المؤسسة لأجل الأعمال الدينية» (بالإيطالية: stituto per le Opere di Religione  – IOR) وقد استحدثه البابا بيوس الثاني عشر أيضًا عام 1942 وهو يقبل الودائع ويقوم بجميع العمليات المصرفية وتشرف عليه لجنة كردنالية أيضًا، غير أنه لا يقبل التعامل إلا مع حملة الجنسية الفاتيكانية، وإكليروس أبرشية روما والرهبانيات. وإلى جوانب عوائد الإدارة الخاصة وأرباح المصرف الفاتيكاني، فإن دخل الدولة يأتي أساسًا من بيع الطوابع ورسوم زيارة المتاحف أو استخدام وثائق المكتبة الفاتيكانية، وبيع التذكارات الدينية، إلى جانب ما يعرف باسم «بنس القديس بطرس» أو «دينار القديس بطرس» وهي أشبه بصدقة اختيارية من كنائس العالم أجمع إلى الفاتيكان، وتعتبر «من الوجهة المالية الضريبة الأغرب في العالم من حيث صعوبة ضبطها وتحديدها».
العمل التجاري والإعلانات ممنوعان في الفاتيكان، أسعار السلع أرخص منها في روما بحكم انتفاء الجمارك عنها، ورواتب الموظفين أعلى بقليل مما هي عليه في روما؛ يبلغ عددهم نحو ثلاث آلاف عامل، ولا تفرض عليهم ضريبة أو بدل إيجار في حال سكنهم داخل المدينة. تتعامل الدولة باليورو، وهناك مصنع صغير لضرب العملات المعدنية أو العملات، وغالبًا ما تحمل صورة البابا. بالنسبة للمصانع، فإن الفاتيكان يدير مصنعًا صغيرًا لإنتاج الفسيفساء ومصنعًا صغيرًا آخر لصناعة التذكارات الدينية والسياحية؛ أما الكهرباء والمياه فهي تقدم من قبل إيطاليا، ولايوجد في الفاتيكان أي مركز لها.
وتأتي الفاتيكان في المركز 212 في أكبر اقتصادات العالم.

## الثقافة

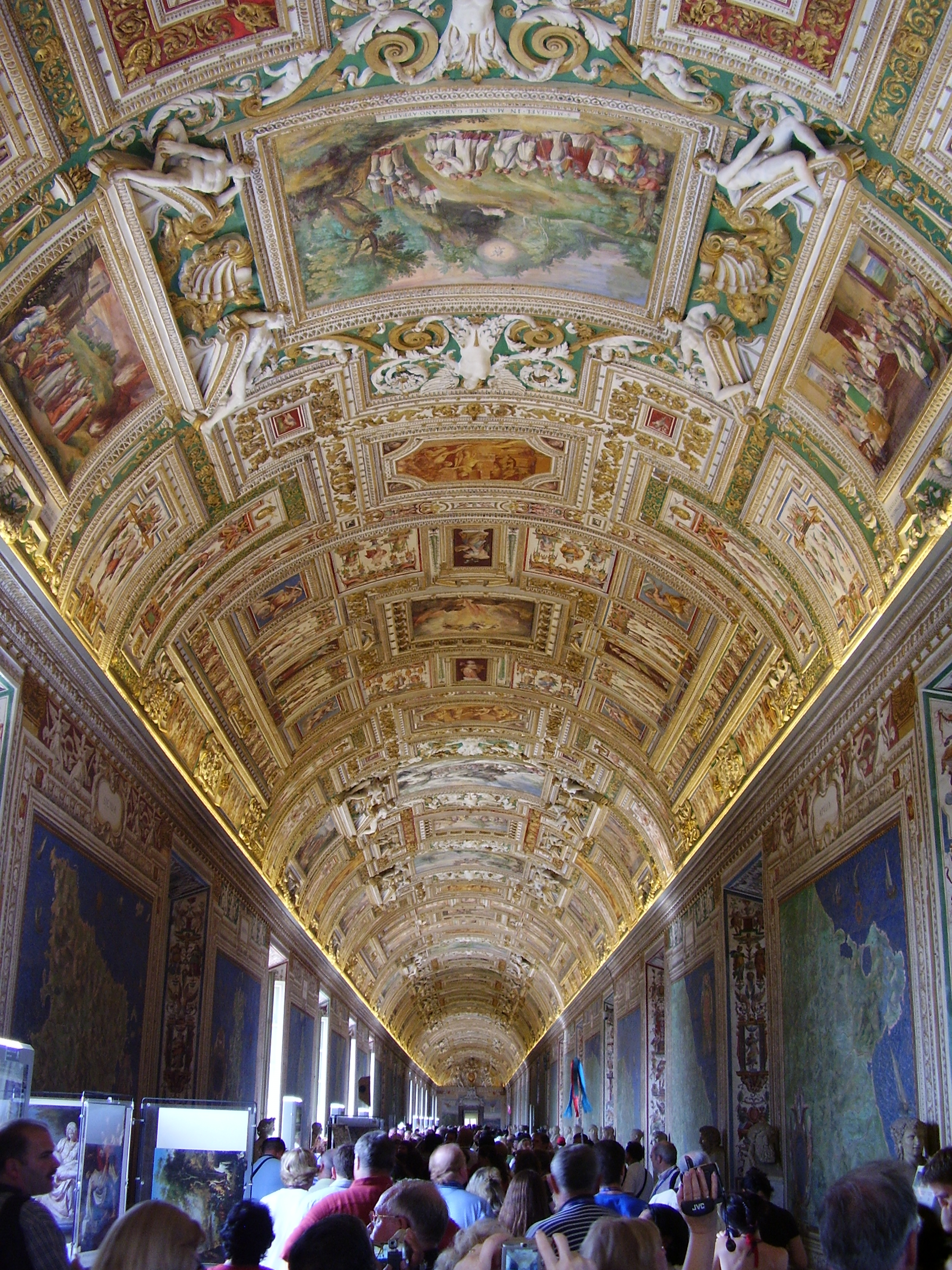
قاعة الخرائط في متحف الفاتيكان.

إن مدينة الفاتيكان بحد ذاتها تعتبر قيمة ثقافية كبرى، فمتحف الفاتيكان، إلى جانب كاتدرائية القديس بطرس والكنيسة السيستينية، هي موطن أكثر قطع الفن شهرة في العالم؛ ومباني الفاتيكان والقطع الداخلية التي تحويها أنتجت بالكامل من قبل كبار فناني عصر النهضة؛ وبإدراجها عام 1984 على لائحة اليونيسكو لمواقع التراث العالمي تكون الفاتيكان الدولة الوحيدة المدرجة بالكامل على هذه اللائحة.
تعتبر الفاتيكان أيضًا المعقل الأكثر أهمية للغة اللاتينية، وتقوم بذلك من خلال مؤسسات اللاتينية التعليمية، فضلاً عن قيامها بإصدار معاجم تحوي على عبارات حديثة يطلق عليها عمومًا اسم اللاتينية الجديدة، ومن هذه المعاجم «ريسبنت لاتينتاتيس» (بالإيطالية: Lexicon Recentis Latinitatis).

### متحف الفاتيكان

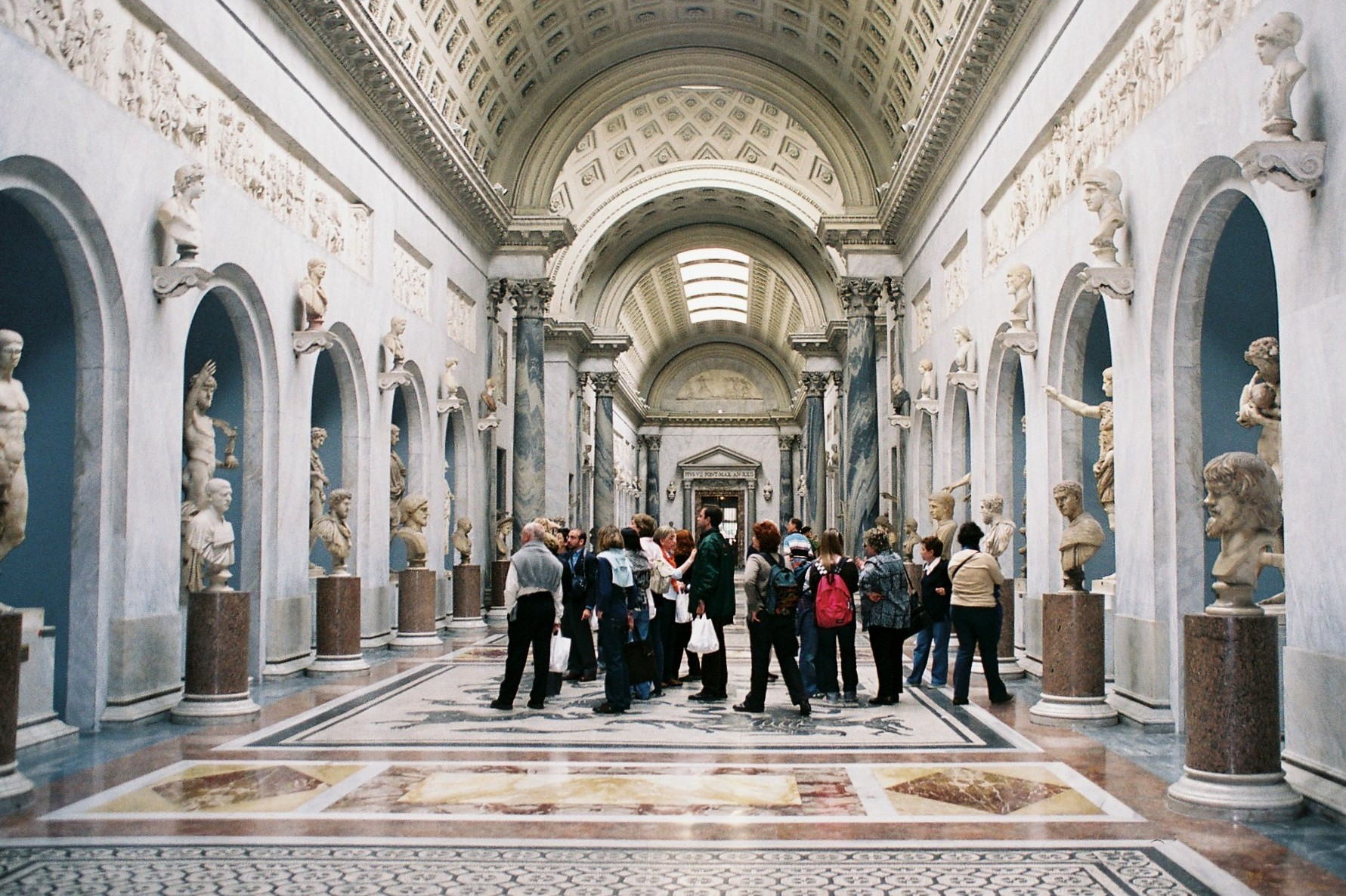
إحدى قاعات متحف الفاتيكان.

تأسس متحف الفاتيكان عام 1506، وهو عبارة عن مجموعة متاحف في نفس الوقت، القسم الأول من المتحف هو معرض الفنون الذي كان يقع في شقة بورجيا حتى عهد البابا بيوس الحادي عشر الذي أمر بتشييد بناء أكثر ملائمة له كمتحف، ويختص هذا القسم من متحف الفاتيكان باحتوائه على الأيقونات واللوحات التي أنتجت للكنيسة خلال مراحل تاريخية مختلفة ولم تعد اليوم مستعملة في الكنائس أو الكاتدرائيات حول العالم؛ وهو يحوي عدد من أشهر الأعمال حول العالم كلوحة التجلي لرافائيل وكذلك لوحة سيدة فالينو لرافائيل، ولوحة القديس جيروم في البرية لليوناردو دا فنشي وعدد من الأعمال الأخرى لسائر فناني عصر النهضة؛ القسم الثاني من المتحف هو متحف الفنون الحديثة والذي يشمل أعمال الحقب التالية لعهد النهضة، ومن أشهر الفنانين المعروضة أعمالهم فيه، لوحات كارلو كارا وجورجيو دي شيركوه.
أما القسم الثالث من المتحف، فهو متحف النحت، الذي يقع مقره في ساحة البلفدير إلى الشمال من كاتدرائية القديس بطرس، ولم ينشأ هذا القسم إلا في عام 1770 خلال عهد البابا كليمنت الرابع عشر ثم قام البابا بيوس السادس بتوسعته؛ ويتألف المتحف من 54 صالة عرض، تحوي على المنحوتات والقطع الأثرية التي تملكها الفاتيكان والتي تعود للحقب الإغريقية و‌الرومانية كذلك إلى عصر النهضة، وإلى جانب القطع الدينية المسيحية هناك القطع الوثنية خصوصًا لهرقل و‌أبولو وكذلك الفرعونية؛ هناك أيضًا عدد من الناوويس و‌المقابر ولوحات الفسيفساء التي تعود لفترة ما قبل الميلاد.
هناك مجموعة أخرى من المتاحف في الفاتيكان، كمتحف الصليب اليوناني ومتحف خاص بالتماثيل الضخمة ومتحفي Gregoriano Etrusco وEgiziano الذين أنشأهما البابا غريغوري السادس عشر، ويحوي المتحف الأخير على مجموعة من التحف المصرية القديمة من أوراق بردي و‌موميوات حيوانية وكتاب الأموات الشهير في الحضارة الفرعونية؛ هناك أيضًا متحف Chiaramont الذي يحوي أكثر من ثلاثة آلاف قطعة ولا يفتح عادة إلا لأغراض الدراسة؛ يحوي متحف الفاتيكان على قاعة خاصة للخرائط تظهر تطور رسوم الخرائط خلال تاريخ البشرية وقد أنشأت قاعة الخرائط أو معرض الخرائط خلال عهد البابا غريغوري الثالث عشر (1572 -1585).

### مكتبة الفاتيكان

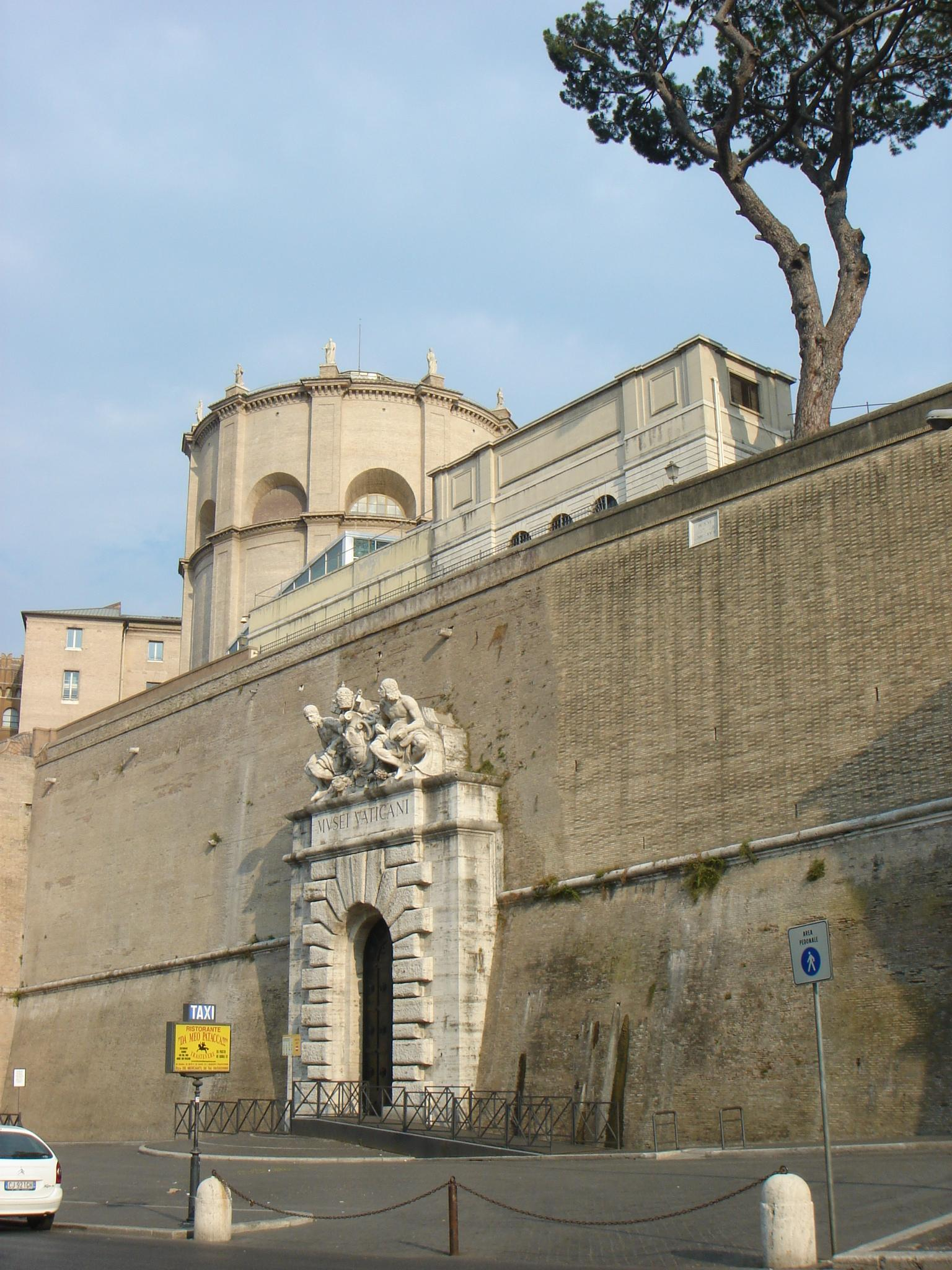
مدخل أرشيف الفاتيكان.

تأسست مكتبة الفاتيكان رسميًا عام 1475 وهي تضم اليوم أكثر من 75.000 مخطوط، أغلبها نسخ أصلية بخط اليد لأعمال نادرة في التاريخ البشري، وهذه المخطوطات مكتوبة بعدة لغات أبرزها اللاتينية و‌اليونانية وهناك بعض المخطوطات باللغة السريانية، يضاف إلى ذلك حوالي 1.1 مليون كتاب مطبوع بمختلف اللغات؛ أسس مكتبة الفاتيكان البابا نيقولا الخامس، عن طريق عملية بيع وشراء الكتب النفيسة التي ازدهرت ابتداءً من القرن الثالث عشر في أوروبا خصوصًا من مكتبة القسطنطينية و‌الأندلس، ومع حلول عام 1481 كانت مكتبة الفاتيكان أكبر مكتبة في العالم، وقد ألحقت بها عام 1953 مكتبة خاصة للأفلام؛ صمم مبنى المكتبة في عهد البابا سيكتوس الخامس عام 1587 وهو لا يزال مستعمل حتى اليوم.
تعتبر مكتبة الفاتيكان مركزًا لعلوم اللاهوت، القانون، الفلسفة، الشعر، و‌التاريخ، ويمكن لأي شخص دخول المكتبة وإجراء الدراسات التي يريدها حسب احتياجاته، كما يمكن أن يتم ذلك بنسخ غير أصلية عن طريق البريد مقابل دفع رسوم معينة. هناك أيضًا المكتبة الفلكية للفاتيكان التي تقع في قلعة غاندولوفو، المقر الصيفي للبابا، إلى الجنوب من روما والتي تحوي المرقب الفلكي الفاتيكاني أيضًا.

### أرشيف الفاتيكان السري
أرشيف الفاتيكان هو مستودع خاص لكافة الوثائق والمراسلات الصادرة والواردة إلى الكرسي الرسولي خلال مراحله المختلفة؛ يقع مركز الأرشيف بالقرب من مكتبة الفاتيكان وقد كان قسمًا منها حتى القرن السابع عشر عندما تم فصله عن المكتبة؛ ورغم إطلاق الصفة السرية عليه فإن الباحثين بإمكانهم الإطلاع على 35.000 وثيقة محتفظة داخله، إثر تصريح رسمي بذلك، وتحديد مسبق للوثيقة التي يودون الإطلاع عليها، وعادة ما يكون التصريح مرتبطًا بأهداف دراسية؛ كان البابا ليون الثالث عشر عام 1883 أول من سمح للعامة بالإطلاع على جميع وثائق الأرشيف التي تعود لما قبل العام 1815 (بموجب قوانين حقوق الملكية فإن فترة الاحتفاظ بالحقوق هي 75 عامًا تصبح بعدها ملكًا للعامة)، ثم تم إلغاء هذا التدبير عام 2002 وأصبح بإمكان الباحثين الإطلاع على أي وثيقة شاؤوا، لكن البابا يوحنا بولس الثاني وضع حظرًا مؤقتًا على الوثائق الخاصة بحبرية البابا بيوس الثاني عشر خصوصًا تلك الوثائق التي اتصل فيها البابا بالنازية؛ لكن البابا بندكت السادس عشر عاد وألغى هذا التدبير عام 2006 منعًا «للآراء الظالمة والتكهنات الطائشة». تم توسيع المساحة الخاصة بالأرشيف عام 1980.

### الأزياء

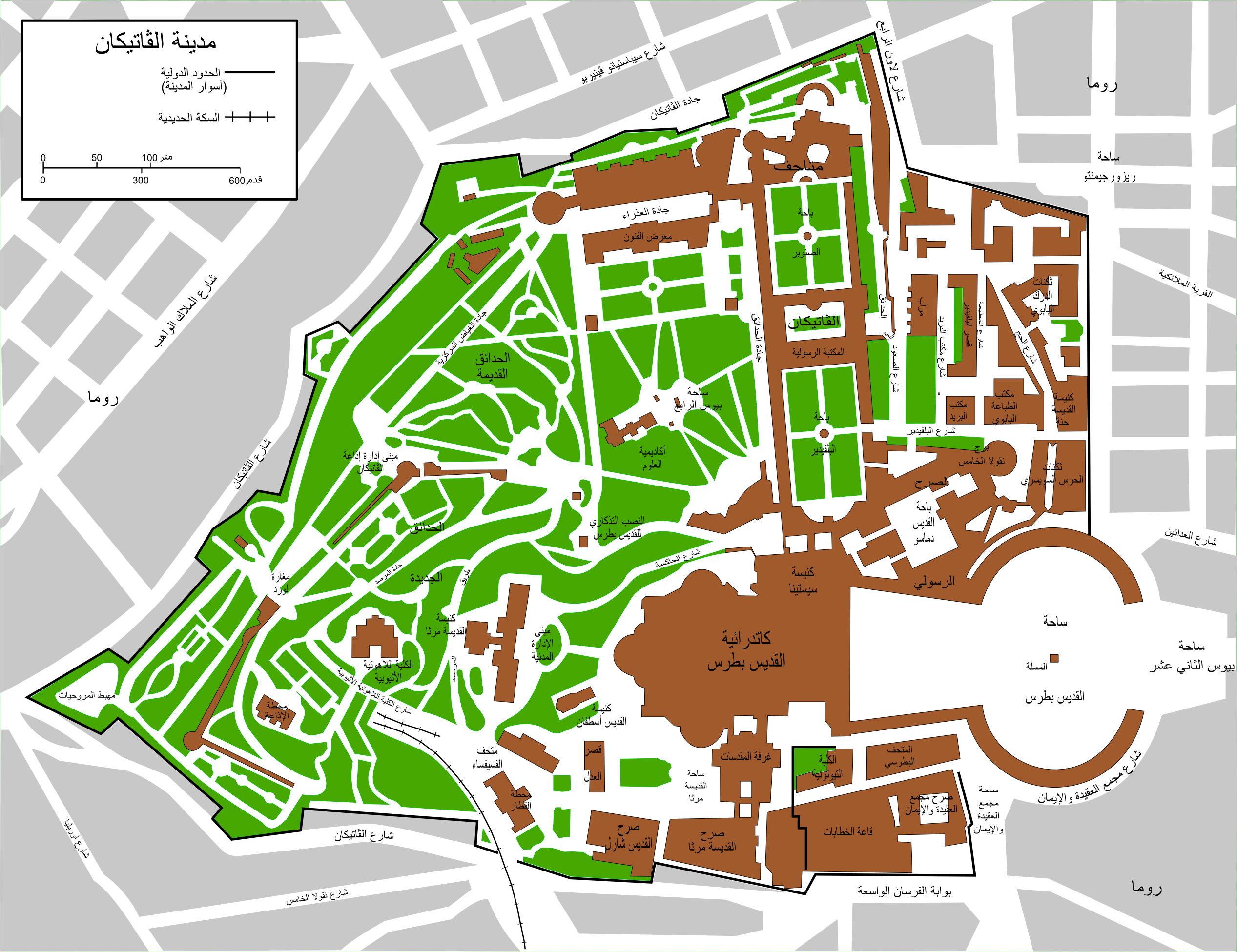
خريطة الفاتيكان التقسيمية.

لكون الفاتيكان مركزًا روحيًا ودينيًا، فقد وضعت حدودًا خاصة على ملابس الوافدين الذين يشاركون في الصلوات المقامة في كاتدرائية القديس بطرس أو يتصلون بأي من مؤسسات الدولة وهيئاتها العديدة، هذه القيود على اللباس تفرض على الرجال منع ارتداء القبعات داخل الكنيسة أو القمصان عديمة الأكمام؛ أما النساء فيمنع عليهن بشكل عام الأزياء غير المحتشمة كالقمصان التي تكشف البطن أو السراويل القصيرة فوق الركبة، كذلك يعتبر وضع الجواهر المفرطة ممنوعًا؛ ويحظر استخدام الهاتف الخلوي وكذلك التدخين.

### الرياضة
لايوجد في الفاتيكان دوري خاص لكرة القدم، ينظم بعض الأحيان مبارايات ودية بين فريق الحرس السويسري وفريق العاملين بالحدائق أو حراس المتحف على سبيل المثال؛ ويوجد منتخب لكرة القدم في الفاتيكان لكنه لا يشارك في المبارايات الدولية إلا نادرًا بسبب عدم تفرغ اللاعبين ووجود أعمال أخرى بانتظارهم، فالرياضة داخل الفاتيكان هواية وليست مهنة؛ يتبع للفاتيكان مدينة رياضية واستاد كرة قدم هو استاد بيوس الثاني عشر في مدينة روما، حيث تنظم المبارايات عادة.

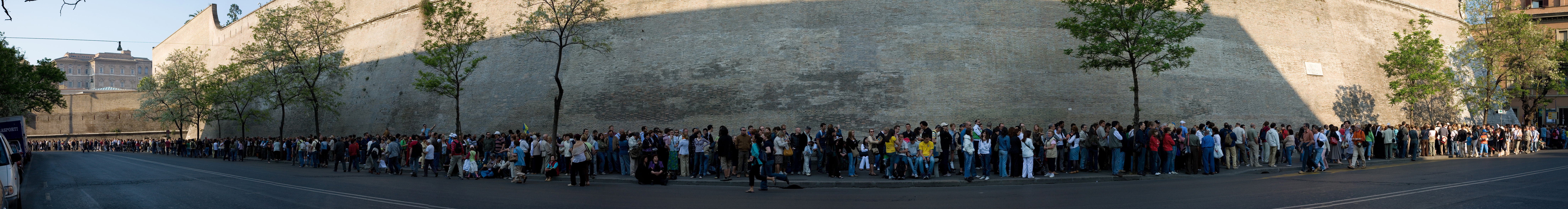
في الأحد الأخير من كل شهر تفتح متاحف الفاتيكان مجانًا أمام الزوار، ما يؤدي إلى زحمة شديدة لدخول المتحف، ويصطف السياح الوافدون بطوابير طويلة بانتظار دورهم للدخول؛ سائر أيام الأسبوع على الراغبين بالزيارة شراء بطاقة خاصة لذلك ومن الممكن الحجز إلكترونيًا؛ تظهر الصورة طوابير السياح المصطفة أمام أسوار الفاتيكان بانتظار دورها في الأحد الأخير من شهر أبريل سنة 2007.

## الإعلام

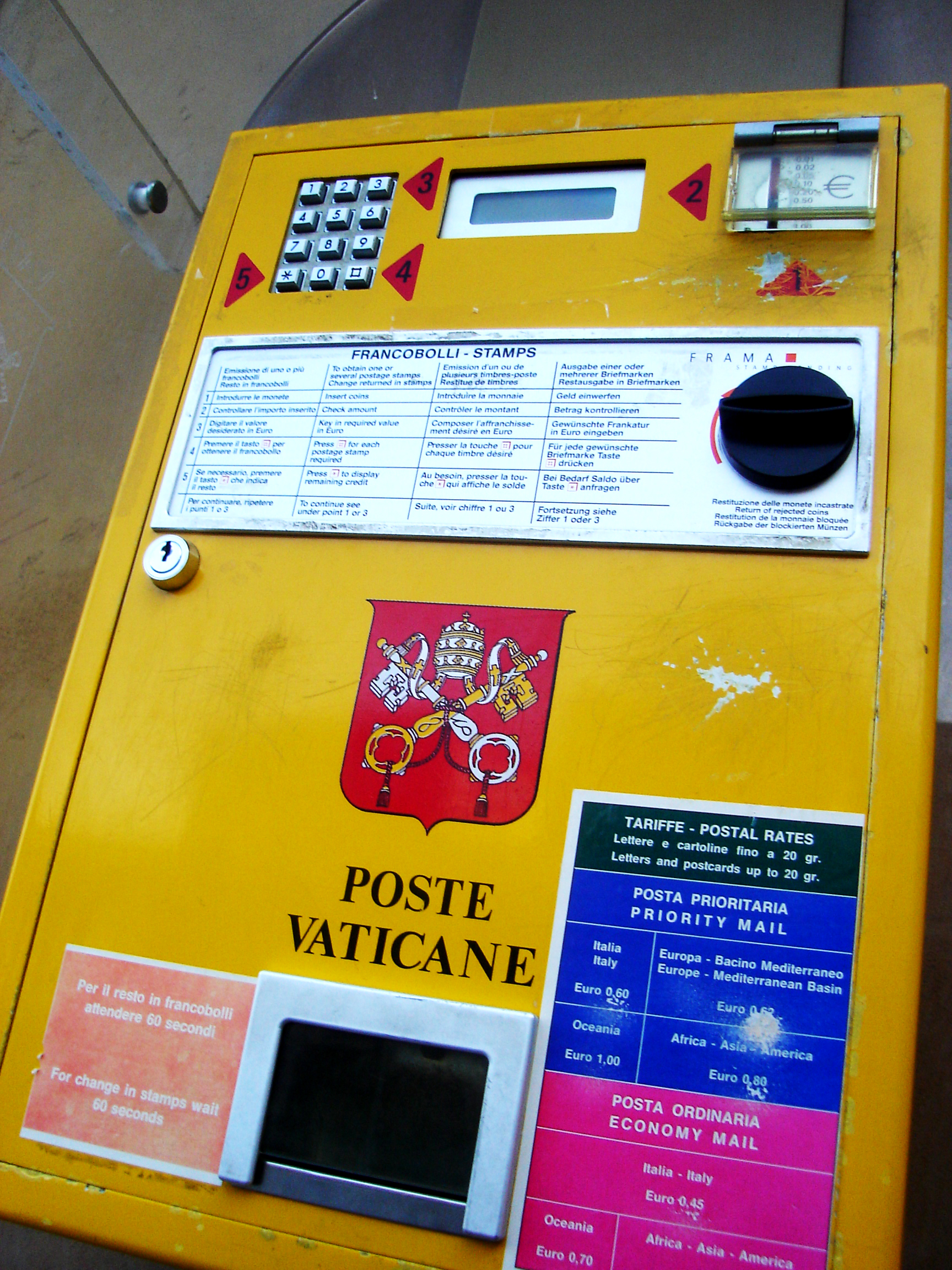
آلة شراء الطوابع التابعة لمصلحة البريد الفاتيكانيّة.

للفاتيكان مطبعة و‌صحيفتين وإذاعة، وأما المطبعة فقد أسسها البابا مرسيلوس الثاني عام 1587 وذلك لطبع وتوزيع الكتاب المقدس، ثم تشعّب عملها ونشاطها مع تشعب المواضيع الثقافية الموكولة إليها، وفي عام 1626 أدخلت إليها أحرف عربية، لتكون أول مطبعة بأبجدية عربية في العالم. أما صحيفة «المراقب الروماني» (بالإيطالية: L'Osservatore Romano) فقد أسسها البابا بيوس التاسع عام 1861، وهي صحيفة يومية تسجل أعمال البابا وتنشر مواقف الكرسي الرسولي، وكانت تصدر أول الأمر باللغة الإيطالية فقط، ثم أصبحت تصدر بعدة لغات منها الفرنسية والإنكليزية عام 1968 والإسبانية عام 1969 والبرتغالية عام 1970 والألمانية عام 1971 والبولندية عام 1980، والنسخة البولندية تصدر شهريًا فقط.
أما الصحيفة الثاني هي «أعمال الكرسي الرسولي» تأسست بأمر من البابا بيوس العاشر في يونيو 1908 وتماثل الجريدة الرسمية في سائر دول العالم، إذ تنشر جميع المراسيم والقوانين والرسائل البابوية والدساتير الرسولية، وبالتالي تحفظ للفاتيكان مرجعًا لكافة قرارات الكرسي الرسولي؛ وبموجب القوانين الكنسية لا يدخل أي قانون إداري حيّز التنفيذ إلا بعد ثلاث أشهر من نشره في الصحيفة. وتتبع هذه الوسائل جميعها إلى رئيس وزراء الفاتيكان الذي يصدر أيضًا بشكل سنوي كتاب «أعمال الكرسي الرسولي» الذي يحتفظ بجميع النشاطات واللقاءات والقرارات والكلمات الصادرة عن البابا خلال العام.
أما إلكترونيًا فللفاتيكان موقع رسمي يصدر بثمان لغات حتى الآن هي: اللغة اللاتينية، اللغة الإيطالية، اللغة الفرنسية، اللغة البرتغالية، اللغة الألمانية، اللغة الإنكليزية، اللغة الإسبانية، و‌اللغة الصينية، أما إذاعة الفاتيكان فقد أسسها البابا بيوس الحادي عشر عام 1929، والتي تبث عبر الإنترنت أيضًا ناقلة أخبار الفاتيكان و‌الكنيسة الكاثوليكية لجميع مناطق العالم وبمختلف اللغات منها العربية. كذلك فإن للفاتيكان موقع خاص وخدمة خاصة عن الأخبار، يحدث يوميًا.

## التعليم
بحكم الأمر الواقع، لا يوجد في الفاتيكان مدراس ابتدائية، إعدادية أو ثانوية، كذلك لا يوجد جامعات ومعاهد متخصصة بمختلف أنواع العلوم؛ لكن في الوقت نفسه، يؤثر الفاتيكان بطريقة أو بأخرى على جميع المدارس و‌الجامعات والمعاهد الكاثوليكية حول العالم؛ ويدير بشكل مباشر عددًا منها في روما والفاتيكان، كما يدير عددًا أكبر بطريقة غير مباشرة عن طريق منح التراخيص للمعاهد والجامعات بحيث تصدر بشهادات حبرية. أما الجامعات الحبرية المباشرة في روما، فهي أولاً الجامعة الغريغورية التي أسست على يد اليسوعيين عام 1583 ولا تزال إدراتها موكولة لهم إلى اليوم، وقد تأسست في عهد البابا غريغوري الثالث عشر، وتضم معاهد للاهوت و‌الفلسفة وعلوم الكتاب المقدس والقانون والعلوم الشرقية والاجتماعية والتاريخية، أما ثاني جماعة فهي جامعة لاتيران التي أسسها البابا كليمنت الرابع عشر وأعاد تنظيمها البابا بيوس التاسع عام 1853 وأوكل إليها الحق الحصري في تعليم القانون الكنسي المعروف أيضًا باسم الرّوتا، وهي اليوم تدرس الحقوق الكنسية والمدنيّة والتعليم الديني اللاهوت والفلسفة واللاهوت العائلي وتشرف على عدد كبير من المدارس والمعاهد والجامعات حول العالم؛ أما الجامعة الأوربانية تعود للبابا أوربان الثامن عام 1827 وقد جدد بنائها وبرامجها البابا يوحنا الثالث والعشرون عام 1962 وأوكل إليها مهمة «نشر الإيمان»، أي أوكل إليها مهمة الاعتناء بمعاهد اللاهوت في بلدان العالم الثالث وكان قد ألحق بها عام 1949 معهد للغات الحية وآخر عام 1960 لدرس أسباب الإلحاد، كما أن لها معاهد تدرس الثقافات المحلية وتقاليد البشر في مناطق انتشارها اليوم.
أما أحدث الجامعات فهي جامعة القديس توما الإكويني التي تأسست عام 1955 ويديرها الآباء الدومنيكان، وكذلك الجامعة الساليزيانية التي أسسها البابا بولس السادس عام 1971 وأوكل إليها مهمة التعليم الفني والتربية الحديثة. أما المعاهد وعددها أكبر مثل معهد تدريس الموسيقى الدينية، ومعهد الكتابات المسيحية القديمة، ومعهد الدراسات الإسلامية، ومعهد العلوم اللاتينية، ومدرسة العلوم الدبلوماسية التي أسسها البابا كليمنت الحادي عشر وبموجب تشريع صادر عن البابا بيوس الحادي عشر عام 1937 فإن رئيس وزراء الفاتيكان يشرف شخصيًا على اختيار طلابها ووضع البرامج وإعلان الخريجين وتتعيينهم سفراء بابويين. أسس بيوس الحادي عشر أيضًا الأكاديمية البابوية للعلوم، والتي تأسست عام 1936 لتعزيز تقدم العلوم خصوصًا الرياضيات الفيزيائية والرياضيات الطبيعية ودراسة المشاكل المعرفية ذات الصلة، ويقع مركز الأكاديمية في قلب حدائق الفاتيكان وقد خرجت أسماء هامة في علم الفيزياء في القرن العشرين أمثال الحائزين على جائزة نوبل في الفيزياء ستيفن هوكينغ وتشارلز هارد تاون.

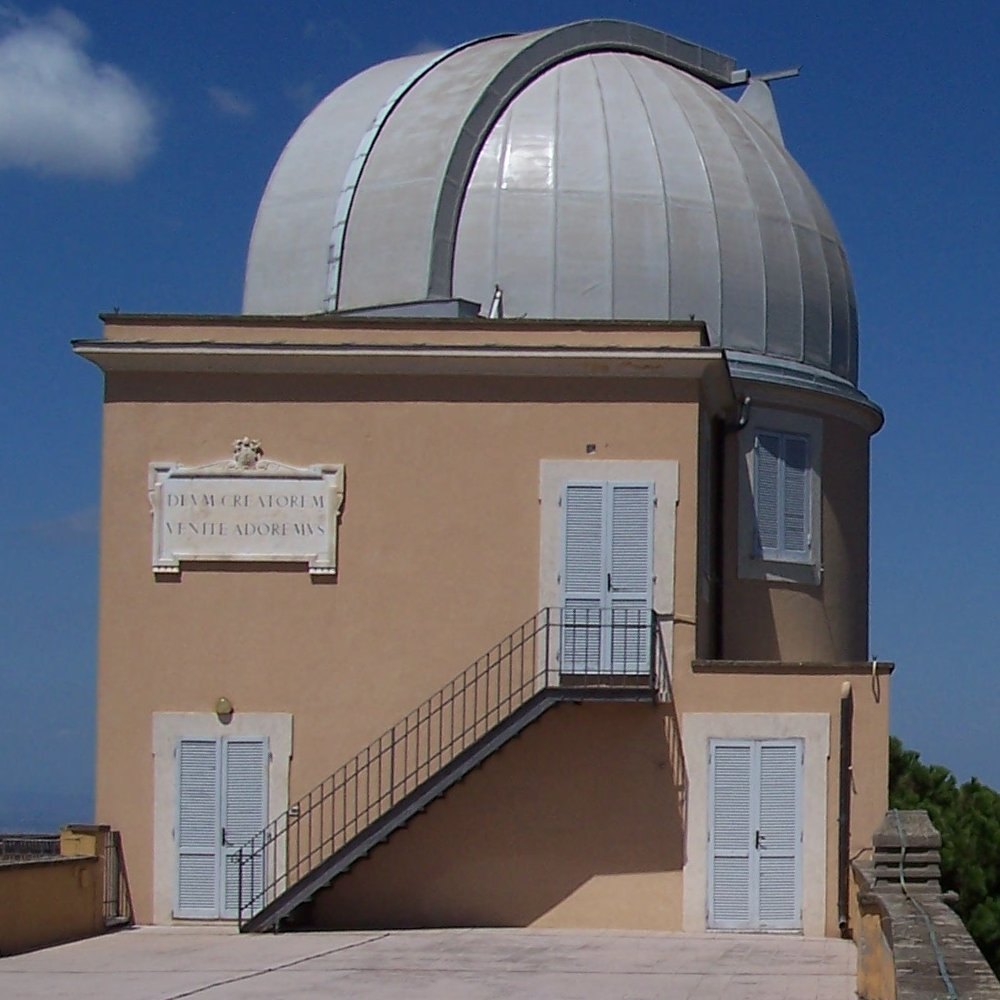
المرقب الفلكي الفاتيكاني.

هناك أيضًا الأكاديمية البابوية لعلوم الحياة تأسست عام 1994 بطلب من البابا يوحنا بولس الثاني، بهدف دراسة مجموعة من العلوم الاجتماعية في المقام الأول هي: الاقتصاد، القانون، العلوم السياسية، إضافة إلى علم الاجتماع؛ وترتبط هذه الأكاديمية بشكل وثيق مع المجلس البابوي للعدالة والسلام. أخيرًا فهناك الأكاديمية البابوية من أجل الحياة والتي تدرس اللاهوت الأدبي وكذلك فيما يتعلق بأخلاقيات الحياة العامة وأخلاقيات علم الأحياء.

### المرصد الفلكي الفاتيكاني
يقع المرصد الفلكي الفاتيكاني في قلعة غاندولوفو إلى الجنوب من روما، وهي المقر الصيفي للبابا وإحدى المواقع التابعة للفاتيكان رغم كونها خارج أسوارها؛ يتبع للمرصد مرقبًا آخر في جبل غراهام بيل في الولايات المتحدة؛ وقد خرّج المرقب الذي يعتبر واحدًا من أهم مراقب العالم عددًا من العلماء المرموقين أمثال ميشال هيلر، جورج كوين، وفان جورج بيسبورغ وجميعهم حاصلين على جوائز تمبلتون لعلماء الكونيات؛ اهتمت الكنيسة الكاثوليكية طوال تاريخها بعلم الفلك خصوصًا لأهميته في تحديد ميعاد عيد الفصح وكذلك في حساب التوقيت والأيام، وكانت الفاتيكان قد قادت عملية تصحيح التقويم عام 1583 والذي عرف باسم بابا ذلك العصر غريغوري الثالث عشر باسم «التقويم الغريغوري» وهو التقويم الميلادي المعترف به في مختلف أنحاء العالم اليوم.
أخذت البابوية في القرن الثامن عشر بدعم علم الفلك وتقدمه وقامت بإنشاء هذا المرصد عام 1774 ثم قامت بتوسعته عدة مرات، وأعلن مؤخرًا في عام 2008 عن نقله من القلعة إلى أحد الأديار القريبة في المنطقة نفسها، ويتعامل المرقب مع عدد من الجامعات أمثال جامعة أريزونا في الولايات المتحدة.

## انظر ايضًا
| - البابا. - قائمة بابوات الكنيسة الكاثوليكية. - الكرسي الرسولي. | - اتفاقية لاتران، (التي أوجدت الفاتيكان بالشكل المتعارف عليه اليوم). - الكنيسة الرومانية الكاثوليكية. | - كاتدرائية القديس بطرس. - ساحة القديس بطرس. - كاردينال. |

## حواش
- 1 المصليات أو الكابيلات، هي عبارة عن كنائس صغيرة الحجم مكونة من ردهة واحدة، وفي بعض الأحيان تحوي قبرًا أو ضريحًا.
- (2) لم تكن إنجلترا قد تحولت إلى الأنجليكانية بعد.
- (3) صكوك الغفران من المعروف أن يسوع قد منح تلاميذه سلطة غفران الخطايا (انظر: يوحنا 23/20) وقد استعملت هذه السلطة طوال قرون عديدة ضمن سر التوبة، بيد أنه قد استعملت أيضًا للمساهمة في بناء كاتدرائية القديس بطرس في الفاتيكان ودعيت بصكوك الغفران، ولم يكن للصكوك قيمة نقدية محددة إنما هي لقاء التبرع للمساهمة في بناء الكاتدرائية، غير أن الإقطاعيين في بعض المناطق كألمانيا أخذوا بشراء كميات كبيرة من الصكوك وليعيدوا بيعها للشعب بأسعار مرتفعة؛ وقد شكلت هذه القضية الأساس الأول للانشقاق البروتستانتي.
- (4) القائمة الرسمية تحوي 265 اسمًا فقط، هناك بعض الانتقادات، للمزيد انظر قائمة بابوات الكنيسة الكاثوليكية.

1. ↑   دولة أوروبية صغيرة، أصغر دولة في العالم.  تقويم أطلس دي أغوستيني أدرجت مساحة مدينة الفاتيكان على أنها 0.44 كم2 في طبعته عام 1930[4] لكنه صححه إلى 0.49 كم2 في طبعة 1945–46.[5] الرقم 0.44 كم2 لا يزال يتم الاستشهاد به على نطاق واسع من قبل العديد من المصادر على الرغم من عدم دقته.
2. ↑  تم التصديق على معاهدة لاتيران،[11] ودخلت حيز التنفيذ في 7 يونيو 1929.[12]

## وصلات خارجية
لا توجد روابط لمواقع التواصل الاجتماعي.

- موقع الفاتيكان الرسمي.
- الموقع الرسمي للحرس السويسري.
- خريطة مفصلة لمدينة الفاتيكان.
- اتفاقية بين جمهورية إيطاليا والحبر الأعظم.
- تاريخ الفاتيكان: وثائق هامة.
- راديو الفاتيكان.
- تلفزيون الفاتيكان.
- جولة افتراضية تخيلية في الفاتيكان.
- القديس بطرس والفاتيكان.
- جدران روما.